# The Office (serie televisiva 2005)
The Office è una serie televisiva statunitense remake dell'omonima serie cult britannica; fu curata da Greg Daniels e scritta da Ricky Gervais e Stephen Merchant e trasmessa negli Stati Uniti dal 2005 al 2013.
La serie, co-prodotta da Reveille Productions, è andata in onda sull'emittente NBC dal 24 marzo 2005 al 16 maggio 2013, per un totale di nove stagioni e 201 episodi. Come la sua controparte britannica, The Office è stata girata in una configurazione a telecamera singola per dare l'idea di un vero documentario, senza il pubblico in studio o le risate registrate.
La serie ha ricevuto recensioni contrastanti da parte dalla critica durante la sua breve prima stagione, ma le stagioni successive, in particolare la performance di Steve Carell, hanno ricevuto consensi significativi da parte dalla critica televisiva poiché i personaggi, il contenuto, la struttura e il tono della serie televisiva si sono discostati notevolmente dalla versione britannica. Inoltre, si è aggiudicata diversi riconoscimenti tra cui un Peabody Award nel 2006, due Screen Actors Guild Award, un Golden Globe per l'interpretazione di Steve Carell e cinque Primetime Emmy Awards, incluso uno nel 2006 per la miglior serie comedy.
In Italia la serie ha avuto una storia travagliata: per le prime due stagioni è stata trasmessa da Fox, per buona parte della terza da Sky Uno, per i restanti episodi della terza e per la quarta da Joi, mentre le ultime cinque sono state distribuite per la prima volta sulla piattaforma Prime Video.

## Trama

### Prima stagione
La serie inizia presentando i dipendenti della Dunder Mifflin tramite un tour offerto dal direttore di filiale Michael Scott, sia per una troupe di documentari che per il primo giorno di Ryan Howard. Il pubblico apprende che il venditore Jim Halpert ha una cotta per la receptionist Pam Beesly, che lo aiuta a fare scherzi al collega Dwight Schrute, anche se è fidanzata con Roy, che lavora nel magazzino al piano di sotto dell'azienda. In tutto l'ufficio si è sparsa la voce che la sede centrale della Dunder Mifflin stia pianificando di ridimensionare un'intera filiale, generando ansia generale, ma Michael sceglie di negare o minimizzare la realtà della situazione per mantenere alto il morale dei dipendenti.

### Seconda stagione
Molti lavoratori visti sullo sfondo della prima stagione vengono trasformati in personaggi secondari e le relazioni romantiche iniziano a svilupparsi tra alcuni di loro. Michael bacia e poi passa la notte con il suo capo, Jan Levinson, ma non fa sesso con lei. Dwight e Angela vengono coinvolti sentimentalmente, ma mantengono segreta la loro relazione. Kelly sviluppa una cotta per Ryan e iniziano a frequentarsi. Quando Roy finalmente accetta di fissare una data per il suo matrimonio con Pam, durante una crociera alcolica aziendale, Jim si deprime e pensa di trasferirsi a Stamford, nel Connecticut, ma dice a Pam nel finale di stagione che è innamorato di lei. Anche se Pam insiste nel dire che sta con Roy, i due si baciano. La minaccia generale di ridimensionamento continua anche per tutta la stagione.

### Terza stagione
La stagione inizia con un breve flashback dell'ultimo episodio della seconda stagione, quando Jim ha baciato Pam e ha confessato i suoi sentimenti per lei. Jim si trasferisce brevemente alla filiale di Stamford della Dunder Mifflin dopo che Pam ha confermato il suo impegno con Roy. L'azienda è successivamente costretta a fondere la filiale di Stamford con quella di Scranton. Michael prende molto sul serio questa fusione. Trasferiti alla filiale di Scranton sono la venditrice Karen Filippelli, con cui Jim ha iniziato a frequentarsi, e il venditore incline alla rabbia Andy Bernard, insieme ad altri dipendenti della Stamford che lasciano la serie dopo i primi episodi. Pam è single da poco, dopo aver annullato il suo fidanzamento con Roy, e i sentimenti irrisolti di Jim per lei e la sua nuova relazione con Karen creano tensioni tra i tre. Nel frattempo, la relazione tra Michael e Jan si intensifica, il che fa sì che entrambi si comportino in modo irregolare sul lavoro. D'altra parte, Dwight e Angela continuano la loro focosa relazione segreta. Nel finale di stagione, Jim, Karen e Michael fanno un provino per una posizione aziendale che risulta essere quella di Jan, licenziata a causa delle sue prestazioni scadenti. A Jim viene offerto il lavoro ma lo rifiuta, optando invece di rimanere a Scranton, senza Karen, per chiedere a Pam un appuntamento, che lei accetta con gioia. Nella scena finale, apprendiamo che a Ryan è stato assegnato il lavoro di Jan.

### Quarta stagione
Karen ha lasciato la filiale di Scranton dopo la sua rottura con Jim ed è diventata responsabile regionale presso la filiale di Utica. Jan, ormai senza lavoro, trasferisce se stessa e la sua attività di candele nell'appartamento di Michael, fino allo scioglimento della loro relazione a metà stagione durante una cena intima con Pam, Jim, Andy, Angela e Dwight. Dopo il metodo rozzo (sebbene ben intenzionato) di Dwight di eutanasia del gatto malato di Angela senza il suo permesso, questa lo lascia per Andy, portando Dwight alla depressione. Ryan, nella sua nuova vita aziendale a New York, tenta di modernizzare la Dunder Mifflin con un nuovo sito web per le vendite online; scopre anche che il suo capo, David Wallace, favorisce Jim, e quindi Ryan tenta di sabotare la carriera di quest'ultimo. Ryan viene presto arrestato e licenziato per aver fuorviato gli azionisti e aver commesso frodi relative ai numeri di vendita del sito web. Toby annuncia che si sta trasferendo in Costa Rica e viene sostituito da Holly Flax, che mostra subito una simpatia per Michael. Pam decide di seguire i suoi interessi artistici e viene accettata per frequentare un corso di grafica di tre mesi presso il Pratt Institute di New York City. Nel finale di stagione, Jim quasi si propone a Pam, ma viene interrotto da Andy che chiede ad Angela di sposarlo, che con riluttanza accetta. Phyllis poi sorprende Dwight e Angela a fare sesso in ufficio.

### Quinta stagione
Jim fa la proposta a Pam in una stazione di servizio a metà strada tra Scranton e New York City, dove si incontrano per una visita. Alla fine Pam torna da New York a Scranton, dove Jim ha comprato la casa dei suoi genitori per loro due. Dopo aver evitato la prigione ed essere stato condannato solo al servizio comunitario, Ryan si schiarisce i capelli e inizia a lavorare in una pista da bowling. Michael inizia una storia d'amore con Holly fino a quando lei non viene trasferita nella filiale di Nashua, nel New Hampshire, e la loro relazione finisce. Quando Andy viene a conoscenza della continua relazione tra Dwight e Angela, entrambi gli uomini la lasciano. Il vicepresidente appena assunto, Charles Miner, implementa uno stile manageriale rigido nel ramo, facendo sì che Michael si dimetta per protesta. Michael apre quindi la Michael Scott Paper Company nello stesso edificio per uffici, invitando Pam e Ryan a unirsi a lui come venditori, e, sebbene il suo modello di business sia in definitiva insostenibile, i profitti della Dunder Mifflin sono minacciati. In un buyout della Michael Scott Paper Company, i tre vengono riassunti con Pam promossa alle vendite e Ryan che riprende il suo lavoro di interinale. Durante il caos, la nuova receptionist Erin viene assunta per coprire il posto vacante originariamente lasciato da Pam. La stagione si conclude con una scena che allude sottilmente alla gravidanza (non prevista) di Pam.

### Sesta stagione
Jim e Pam si sposano e hanno una bambina di nome Cecelia Marie Halpert. Nel frattempo, Andy ed Erin sviluppano un interesse reciproco l'uno per l'altro, ma scoprono che il loro imbarazzo intrinseco inibisce i suoi tentativi di chiederle un appuntamento durante un gioco di omicidi-mistero inteso a distrarre i membri dell'ufficio. Jim viene promosso come co-manager. Voci di bancarotta iniziano a circondare la Dunder Mifflin, ed entro Natale Wallace annuncia alla filiale che la Dunder Mifflin ha accettato un acquisto da parte della Sabre Corporation, una società di stampanti. Mentre Wallace e altri dirigenti vengono licenziati, l'ufficio di Scranton sopravvive grazie al suo relativo successo all'interno dell'azienda e Michael Scott è ora il dipendente di più alto livello di Dunder Mifflin. Nel finale di stagione, Dwight acquista il terreno dell'ufficio, mentre Michael accetta di fare un annuncio alla stampa in merito a un caso di stampanti difettose. Quando Jo Bennet, CEO della Sabre, chiede come può ripagarlo, Michael risponde che potrebbe riportare Holly alla filiale di Scranton.

### Settima stagione
Dopo che Erin ha lasciato Andy, lei e Gabe iniziano una relazione, con grande dispiacere di Andy, il quale tenta di riconquistare l'affetto della receptionist. L'ex fidanzata di Michael, Holly, torna a Scranton per sostituire Toby, che è in servizio nella giuria per il processo contro lo "strangolatore di Scranton". Michael e Holly alla fine ricominciano la loro relazione. Dopo che i due si sono fidanzati, Michael rivela che lascerà Scranton per trasferirsi in Colorado con Holly per aiutarla con i suoi anziani genitori. Jim e Pam si adattano alla genitorialità, mentre Angela inizia a frequentare il senatore di stato Robert Lipton e si fidanzano ufficialmente nel finale di stagione. Dopo che il sostituto di Michael, Deangelo Vickers, è rimasto gravemente ferito alla testa in un incidente mentre giocava a basket sul posto di lavoro, Jo crea un comitato di ricerca per intervistare i candidati e scegliere un nuovo manager per l'ufficio. Nel frattempo, Dwight Schrute, e in seguito Creed Bratton, assumono il ruolo di manager ad interim.

### Ottava stagione
In questa stagione il nuovo CEO della Dunder Mifflin / Sabre diventa Robert California. Andy viene quindi promosso a manager regionale e lavora duramente per fare una buona impressione su Robert, chiedendo a Dwight di essere il suo numero due. Pam e Jim aspettano il loro secondo figlio, Phillip, all'inizio della stagione. Anche Angela è incinta del suo primo figlio, anche lui di nome Philip, con il senatore di stato Robert Lipton (anche se è implicito che Dwight Schrute sia in realtà il padre biologico del bambino). Darryl inizia a innamorarsi della nuova caposquadra del magazzino, Val. Dwight ha il compito di recarsi a Tallahassee, in Florida, per assistere la responsabile dei progetti speciali della Sabre Nellie Bertram nel lancio di una catena di negozi al dettaglio, insieme a Jim, Ryan, Stanley, Erin e alla nuova impiegata temporanea Cathy Simms. Si scopre anche che quest'ultima ha secondi fini per il viaggio, poiché intende sedurre Jim, ma fallisce. Robert in seguito uccide il progetto del negozio al dettaglio ed Erin decide di rimanere in Florida come aiutante di una donna anziana. Andy va in Florida per riconquistare Erin, permettendo a Nellie di rivendicare la posizione di manager come sua. Robert dice ad Andy che è stato retrocesso a venditore, ma Andy si rifiuta di accettare la notizia, finendo per essere licenziato. Andy è motivato a iniziare un ritorno di Dunder Mifflin e si unisce all'ex CFO David Wallace per riacquistare la Dunder Mifflin dalla Sabre, mettendo questa completamente fuori mercato e dando ad Andy la posizione di manager ancora una volta.

### Nona stagione
Andy, recentemente tornato da un campo di formazione manageriale, abbandona sia Erin che l'ufficio per viaggiare nei Caraibi con suo fratello in barca a vela. In sua assenza, Erin ha una storia d'amore con il nuovo rappresentante del servizio clienti Pete, che, insieme ad un altro nuovo rappresentante del servizio clienti Clark, sostituisce Kelly, che parte per l'Ohio con il suo nuovo marito. Anche Ryan lascia l'ufficio e si trasferisce in Ohio per seguire Kelly. Nel frattempo, Jim riceve un'entusiasmante opportunità da un vecchio amico del college che gli offre un lavoro presso Athlead, una società di marketing sportivo con sede a Philadelphia. Dwight viene scelto da David Wallace per essere il nuovo manager dopo che Andy ha deciso di intraprendere, senza successo, la carriera di attore. Dopo che Jim si riconcilia con Pam, scegliendo di rimanere a Scranton invece di trasferirsi a Filadelfia, Dwight professa il suo amore per Angela (dopo che questa ha troncato il suo matrimonio con il senatore Lipton, rivelatosi gay) e alla fine la sposa. Un anno dopo, Kelly e Ryan, ritrovatisi al matrimonio di Dwight e Angela, decidono di scappare insieme, Nellie ora vive in Polonia e "adotta" il bambino abbandonato di Ryan, Erin incontra i suoi genitori naturali, Andy trova un lavoro all'università Cornell, Stanley va in pensione in Florida, Kevin e Toby sono stati entrambi licenziati, con il primo che compra un bar ed il secondo che si trasferisce a New York City per diventare uno scrittore, mentre Oscar si candida a senatore dello Stato. Jim e Pam, su sua persuasione, si trasferiscono ad Austin, in Texas, per aprire una nuova filiale di Athleap (in precedenza Athlead) con Darryl, mentre Creed viene arrestato per i suoi numerosi crimini.

## Episodi
| Stagione         | Episodi | Prima TV originale | Prima TV Italia |
| ---------------- | ------- | ------------------ | --------------- |
| Prima stagione   | 6       | 2005               | 2006            |
| Seconda stagione | 22      | 2005-2006          | 2006            |
| Terza stagione   | 25      | 2006-2007          | 2007-2012       |
| Quarta stagione  | 19      | 2007-2008          | 2012            |
| Quinta stagione  | 28      | 2008-2009          | 2018            |
| Sesta stagione   | 26      | 2009-2010          | 2018            |
| Settima stagione | 27      | 2010-2011          | 2018            |
| Ottava stagione  | 24      | 2011-2012          | 2018            |
| Nona stagione    | 25      | 2012-2013          | 2020            |

### Webisodi
Alternate alle serie principali, sono state pubblicate su internet delle webserie, che fungono da spin-off della serie.
- The Accountants (2006, 10 episodi)
- Kevin's Loan (2008, 4 episodi)
- The Outburst (2008, 4 episodi)
- Blackmail (2009, 4 episodi)
- Subtle Sexuality (2009, 3 episodi)
- The Mentor (2010, 4 episodi)
- The 3rd Floor (2010, 3 episodi)
- The Podcast (2011, 3 episodi)
- The Girl Next Door (2011, 2 episodi)

## Personaggi e interpreti

### Personaggi principali
- Michael Scott (stagioni 1-7; guest 9), interpretato da Steve Carell, doppiato da Vittorio Guerrieri.
Direttore regionale della filiale di Scranton della Dunder Mifflin. Prima di ottenere il posto di direttore regionale è stato un eccezionale venditore, ruolo che gli ha fatto vincere premi di ogni tipo. Tuttavia, come manager si dimostra totalmente incompetente. Si lascia andare spesso ad involontarie frasi razziste e sessiste, e ha un disperato bisogno di attenzioni e affetto, dovuto probabilmente ad un'infanzia difficile.
- Dwight Schrute (stagioni 1-9), interpretato da Rainn Wilson, doppiato da Paolo Vivio.
Addetto alle vendite e assistente del direttore regionale. Pignolo e supponente a livelli maniacali, è appassionato di arti marziali e film di fantascienza, e supporta il sistema della giustizia. Ha una forte rivalità con il collega Jim Halpert, dei cui scherzi è spesso vittima. È considerato da Michael come il suo venditore migliore.
- Jim Halpert (stagioni 1-9), interpretato da John Krasinski, doppiato da Stefano Crescentini.
Addetto alle vendite. Nonostante le sue grandi capacità lavorative, è pigro e dispettoso, a tratti infantile; quando si annoia, ha l'abitudine di fare scherzi demenziali ai suoi colleghi. Insofferente dell'ostinazione lavorativa di Dwight, fa di questo la sua vittima preferita. Ha una forte infatuazione per la segretaria Pam Beesly.
- Pam Beesly (stagioni 1-9), interpretata da Jenna Fischer, doppiata da Emanuela D'Amico.
Inizialmente è la receptionist dell'ufficio, passando poi alle vendite. Nelle prime stagioni è dolce, timida e tranquilla, subendo con pazienza i commenti ingenui ma inappropriati di Michael, apparendo tuttavia annoiata e insoddisfatta del suo lavoro, nonché oppressa dal suo fidanzamento con il magazziniere Roy. Col passare del tempo, e con l'evoluzione della sua vita sentimentale, guadagna sicurezza e diventa più propositiva.
- Andy Bernard (stagioni 3-9), interpretato da Ed Helms, doppiato da Pasquale Anselmo.
Addetto alle vendite, trasferitosi dalla filiale di Stamford dopo la fusione con quella di Scranton. Viene inizialmente presentato come pedante, irascibile e ruffiano nei confronti dei superiori, ma, in seguito ad un percorso riabilitativo, impara a controllare la propria ira e a convivere pacificamente con i colleghi. È appassionato di canto a cappella. Dopo l'addio di Michael diventa manager regionale.

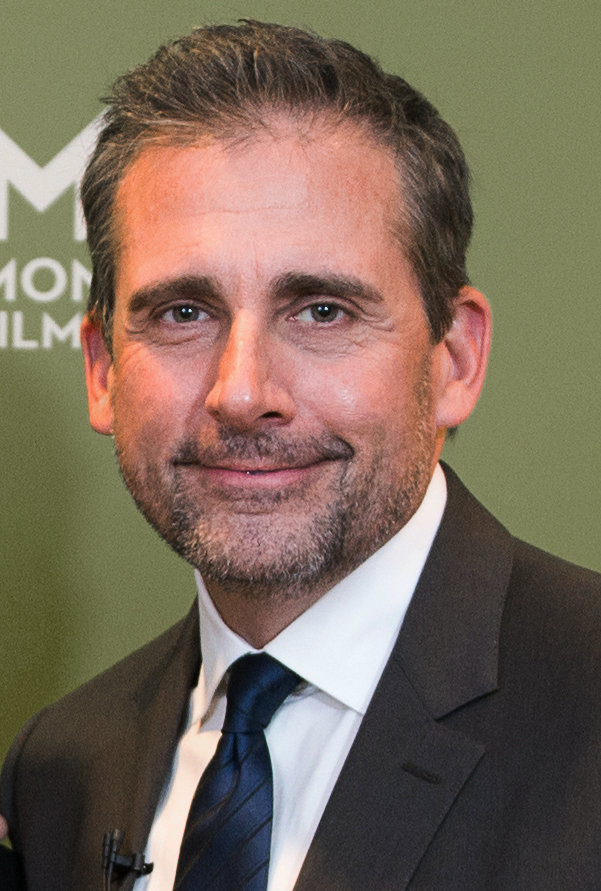
Steve Carell interpreta Michael Scott
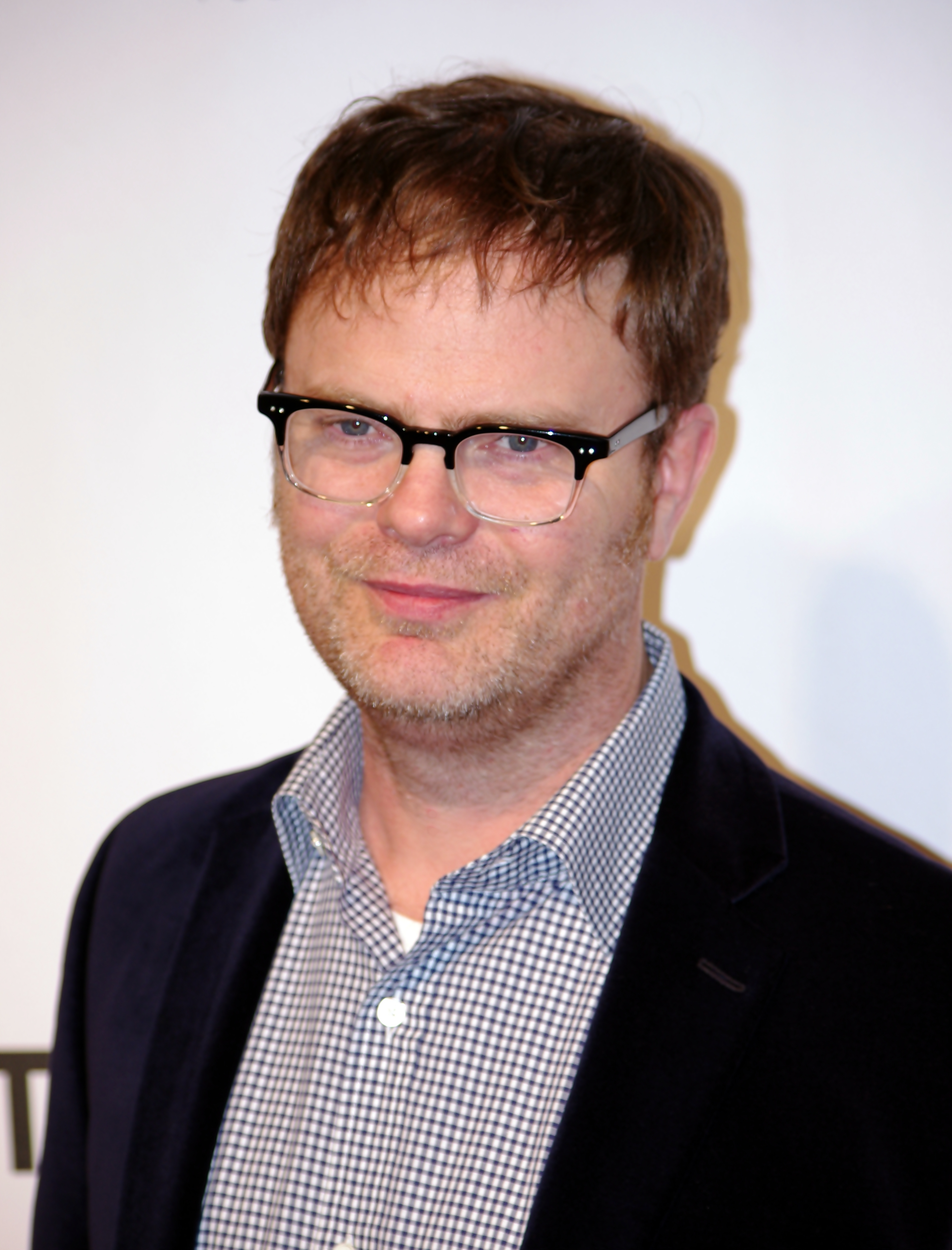
Rainn Wilson interpreta Dwight Schrute
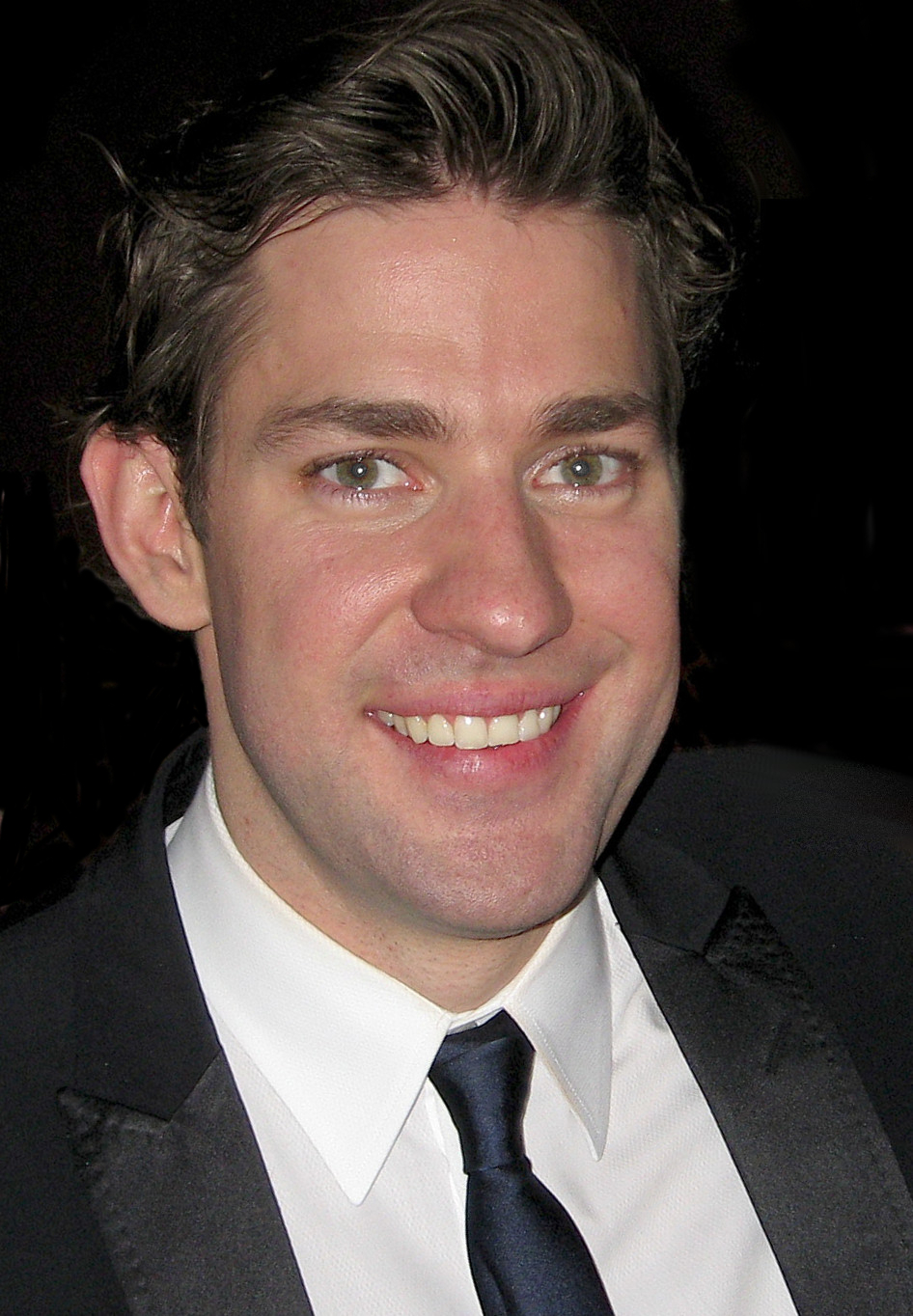
John Krasinski interpreta Jim Halpert
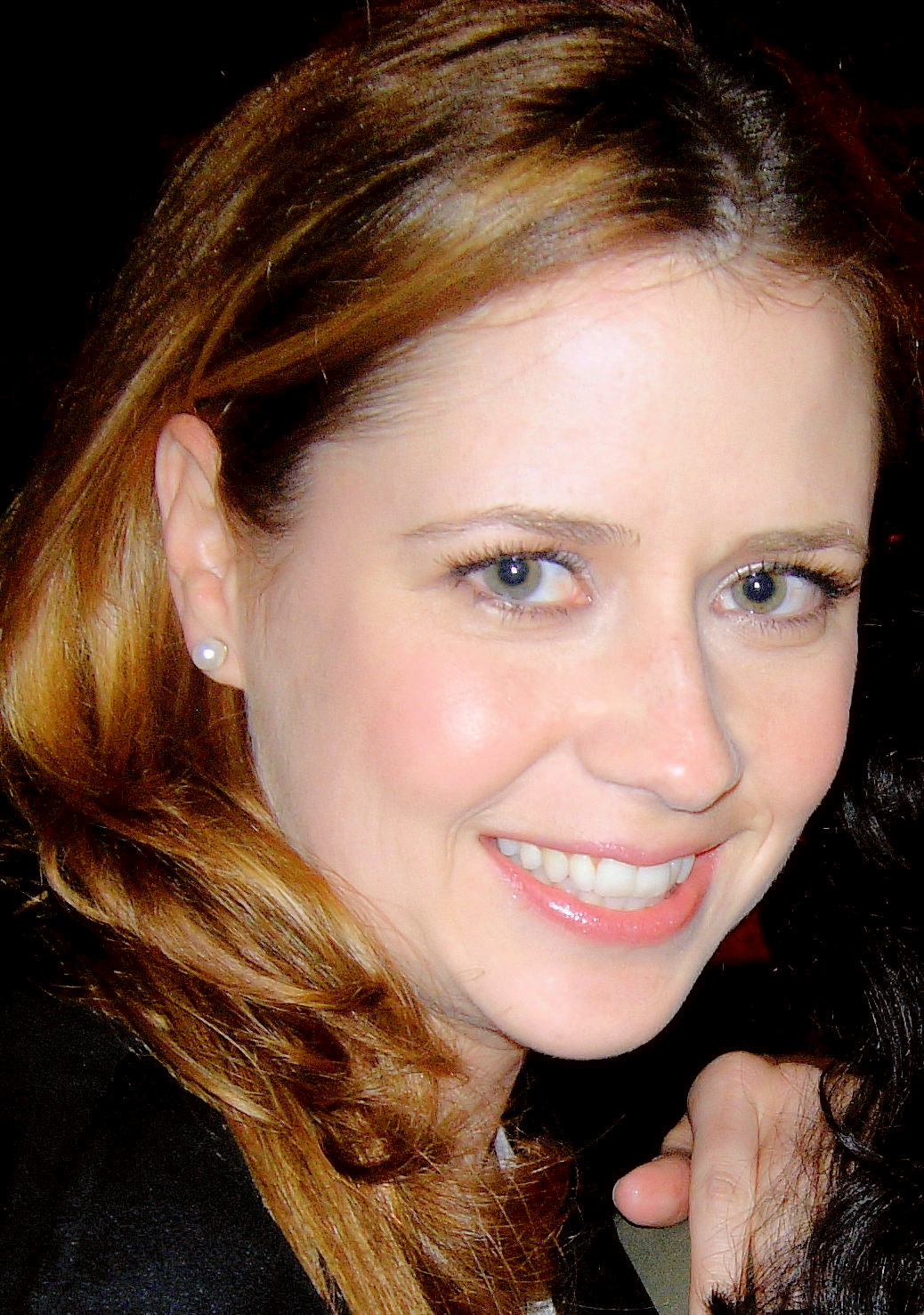
Jenna Fischer interpreta Pam Beesly
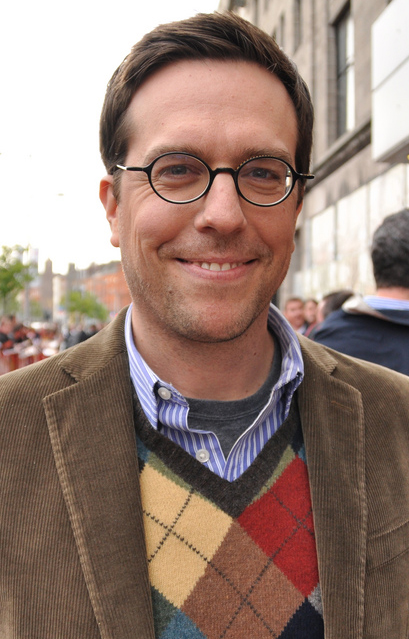
Ed Helms interpreta Andy Bernard

### Personaggi secondari
- Stanley Hudson (stagioni 1-9), interpretato da Leslie David Baker, doppiato da Wladimiro Grana (st. 1-4) e da Elio Zamuto (st. 5-9).
Addetto alle vendite. Uomo brontolone, scortese e perennemente di cattivo umore, lamenta spesso di non essere pagato abbastanza, odia il suo lavoro e soprattutto detesta Michael, a causa dei suoi ingenui ma offensivi commenti razzisti e della sua incompetenza.
- Kevin Malone (stagioni 1-9), interpretato da Brian Baumgartner, doppiato da Guido Sagliocca.
Addetto alla contabilità. È un uomo sovrappeso, infantile e non molto sveglio. Pur essendo poco brillante e un pessimo contabile, ha molti talenti nascosti tra cui il basket, la cucina e la musica.
- Meredith Palmer (stagioni 1-9), interpretata da Kate Flannery, doppiata da Cristina Dian.
Gestisce le relazioni con i fornitori. Donna di mezza età con problemi di alcolismo, nonché una marcata tendenza all'ipersessualità, arrivando ad avere rapporti sessuali in cambio di una fornitura di bistecche.
- Angela Martin (stagioni 1-9), interpretata da Angela Kinsey, doppiata da Clorinda Venturiello (st. 1-3) e da Francesca Manicone (st. 4-9).
È il supervisore contabile. Amante dei gatti, è una donna fredda, bigotta, cinica e priva di senso dell'umorismo. Ha un interesse ricambiato per Dwight, con cui avrà una relazione instabile e segreta.
- Oscar Martinez (stagioni 1-9), interpretato da Oscar Nuñez, doppiato da Edoardo Nordio.
Contabile. È un uomo onesto, riservato ed efficiente, di origini ispaniche e dichiaratamente gay. Tende ad essere un po' saccente ed ogni tanto è esasperato dai comportamenti dei suoi bizzarri colleghi, ma è in generale una persona amichevole. È spesso bersaglio delle gaffe di Michael, sia per le sue origini ispaniche, sia per la sua omosessualità.
- Phyllis Lapin (stagioni 1-9), interpretata da Phyllis Smith, doppiata da Renata Biserni.
Addetta alle vendite. È una donna sovrappeso, tranquilla, riservata e amante del gossip. È involontariamente vittima delle battute di Michael, che la ritiene vecchia (nonostante abbia la sua stessa età) e poco attraente. Al momento opportuno sa anche mostrarsi vendicativa.
- Ryan Howard (stagioni 1-8; guest 9), interpretato da B. J. Novak, doppiato da Luca Ferrante.
All'inizio della serie Ryan è il nuovo interinale. Serio e distaccato, nonché costantemente soffocato dalla sua logorroica fidanzata Kelly. In seguito ad una promozione diventa pomposo e arrogante, attirandosi la diffidenza e le antipatie dei colleghi. Tuttavia, viene successivamente arrestato per truffa ed è costretto a ricominciare la carriera come receptionist.
- Kelly Kapoor (stagioni 1-8; guest 9), interpretata da Mindy Kaling, doppiata da Lidia Perrone.
Si occupa del servizio clienti. È una giovane ragazza di origine indiana, frivola, immatura, ossessionata dai ragazzi e dai gossip delle celebrità. Logorroica a livelli esasperanti, ha una relazione altalenante con Ryan, che soffoca con la sua personalità.
- Toby Flenderson (stagioni 1-9), interpretato da Paul Lieberstein, doppiato da Giuliano Bonetto.
Addetto alle risorse umane. Uomo tranquillo e di buon carattere, ha in generale un buon rapporto con i colleghi ed è segretamente innamorato di Pam. Non è visto di buon occhio da Michael, che lo disprezza più di chiunque altro, probabilmente per i ripetuti tentativi di Toby di impedirgli di causare danni, e lo rende bersaglio di pesanti battute inopportune.
- Creed Bratton (stagioni 1-9), interpretato da Creed Bratton, doppiato da Silvio Anselmo.
È il responsabile del controllo qualità. Figura misteriosa, è forse il più bizzarro tra tutti i dipendenti, ed altrettanto bizzarri sono i dettagli che emergono dalla sua vita privata: si suppone sia stato un hippie, un senzatetto, un assassino, un musicista rock ed un ex-detenuto. Affetto da cleptomania, si rivela essere estremamente disonesto, possedendo svariati passaporti falsi e arrivando a fingere la sua stessa morte per eludere il fisco.
- Darryl Philbin (stagioni 1-9), interpretato da Craig Robinson, doppiato da Mario Bombardieri.
È il supervisore magazziniere. Ha un rapporto amichevole con gli altri colleghi, ma è spesso irritato dal modo di fare di Michael.
- Roy Anderson (stagioni 1-3; guest 5, 7, 9), interpretato da David Denman, doppiato da Alberto Caneva.
È un magazziniere un po' rozzo e irascibile, con cui Pam è stata fidanzata per tre anni.
- Jan Levinson (stagioni 1-4; guest 5, 7, 9), interpretata da Melora Hardin, doppiata da Paola Valentini.
Vicepresidente regionale del settore vendite e diretta superiore di Michael, con cui ha un'altalenante relazione.
- David Wallace (stagioni 2-9), interpretato da Andy Buckley, doppiato da Luciano Marchitiello (st. 2-4) e da Carlo Scipioni (st. 5-9).
 Direttore finanziario della Dunder Mifflin, viene licenziato quando l'azienda viene rilevata dalla Sabre. Successivamente, dopo aver perso tutto, vende un suo brevetto all'esercito degli Stati Uniti e diventa ricco. Dietro consiglio di Andy, compra la Dunder Mifflin divenendone amministratore delegato e per ringraziarlo, lo nomina manager regionale della filiale di Scranton.
- Karen Filipelli (stagione 3; guest 4-5, 7), interpretata da Rashida Jones.
È addetta alle vendite alla filiale di Stamford prima di essere trasferita a Scranton insieme a Jim, divenuto intanto il suo fidanzato. Al termine della relazione con quest'ultimo, si trasferirà a Utica dove diventerà la nuova manager.
- Kelly Erin Hannon (stagioni 5-9), interpretata da Ellie Kemper, doppiata da Giorgia Locuratolo.
È una giovane ragazza che prende il posto di Pam come segretaria. È gentile ed energica, ma spesso ingenua, goffa e poco brillante.
- Holly Flax (stagione 5; guest 4 e 7), interpretata da Amy Ryan, doppiata da Daniela Abbruzzese.
Addetta alle risorse umane. Sostituisce Toby in seguito al suo trasferimento in Costa Rica. Ha un carattere simile a quello di Michael, con cui si trova in grande sintonia: tra i due nascerà infatti una travagliata ma intensa relazione.
- Gabe Lewis (stagioni 6-8; guest 9), interpretato da Zach Woods.
È un giovane ragazzo alto e un po' insicuro. Inizialmente lavora per la Sabre che gli offre il ruolo di supervisore della Sabre presso la Dunder Mifflin. Successivamente verrà trasferito dal CEO Jo Bennett in Florida, salvo poi tornare a lavorare per tre giorni a settimana alla Dunder Mifflin.
- Jo Bennett (stagioni 6-7), interpretata da Kathy Bates.
 È la fondatrice e CEO della Sabre; personaggio energico ed eccentrico, è una impegnata donna d'affari. Si fa convincere da Robert California a rinunciare al ruolo di CEO.
- Deangelo Jeremitrius Vickers (stagione 7), interpretato da Will Ferrell.
 È il nuovo direttore regionale, scelto per sostituire Michael Scott. La sua gestione dura pochi giorni, in quanto entra in coma dopo un incidente di basket nel magazzino.
- Robert California (stagione 8; guest 7), interpretato da James Spader, doppiato da Giorgio Locuratolo.
Amministratore delegato di Sabre. È intenso, eccentrico e sicuro di sé. Ha alcune imbarazzanti ossessioni, perlopiù di natura sessuale, e uno stile di gestione poco ortodosso.
- Nellie Bertram (stagioni 8-9; guest 7), interpretata da Catherine Tate.
È una donna di nazionalità inglese. Dopo aver fallito un provino per diventare manager della Dunder Mifflin, prenderà il posto di Andy approfittando della temporanea assenza di quest'ultimo. Successivamente manterrà un ruolo nell'azienda, occupandosi del reparto vendite.
- Clark Green (stagione 9), interpretato da Clark Duke.
È un giovane ragazzo assunto, insieme a Pete Miller, come rappresentante del servizio clienti della Dunder Mifflin. Viene soprannominato dagli altri impiegati "Dwight Junior", per via della somiglianza con Dwight.
- Pete Miller (stagione 9): interpretato da Jake Lacy.
È un giovane ragazzo assunto, insieme a Clark Green, come rappresentante del servizio clienti della Dunder Mifflin. Gli altri impiegati lo soprannominano "Jim Junior", per via della somiglianza con Jim.

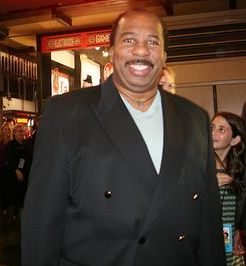
Leslie David Baker interpreta Stanley Hudson
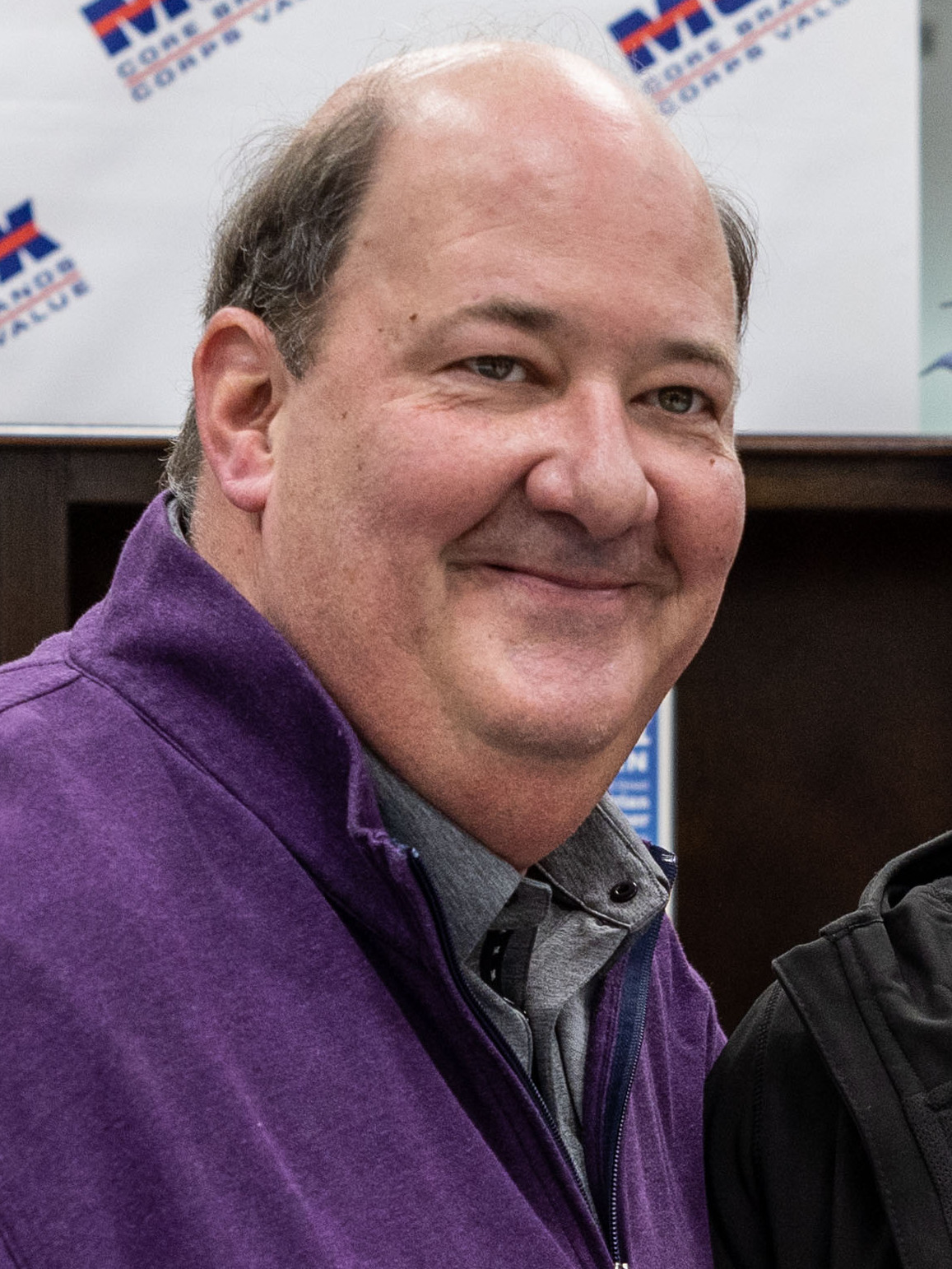
Brian Baumgartner interpreta Kevin Malone
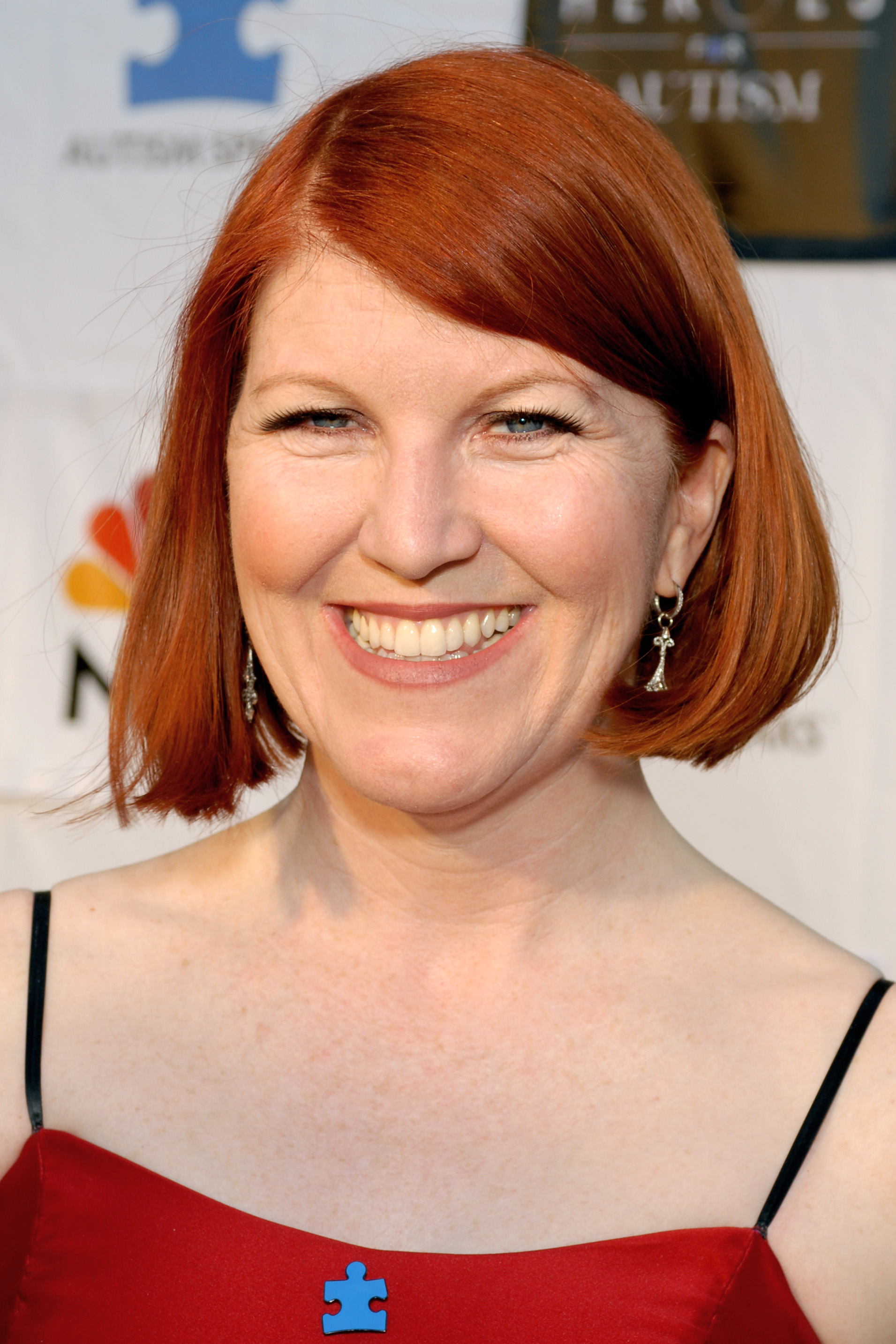
Kate Flannery interpreta Meredith Palmer
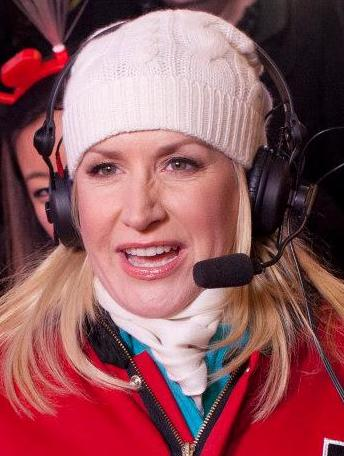
Angela Kinsey interpreta Angela Martin
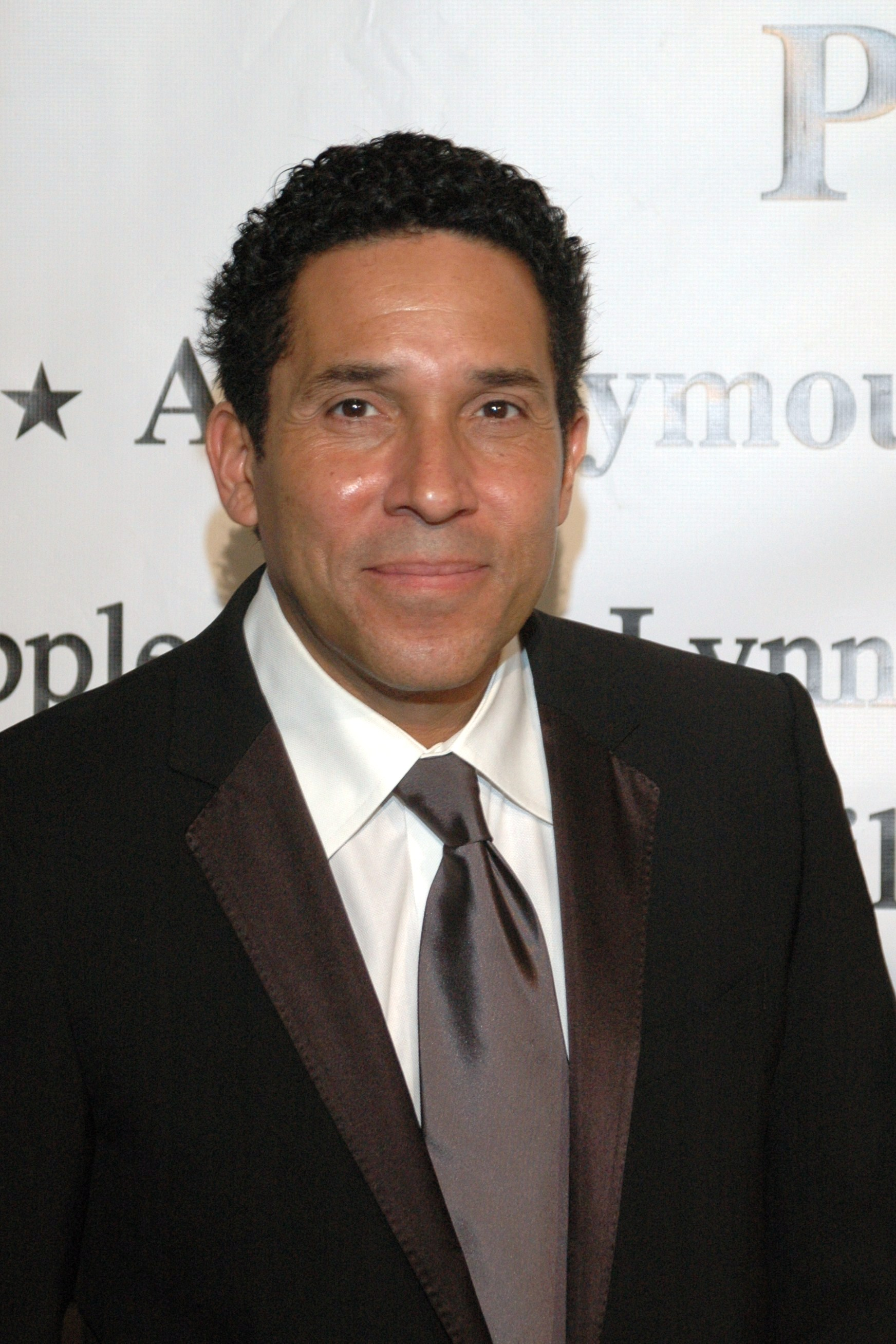
Oscar Nuñez interpreta Oscar Martinez
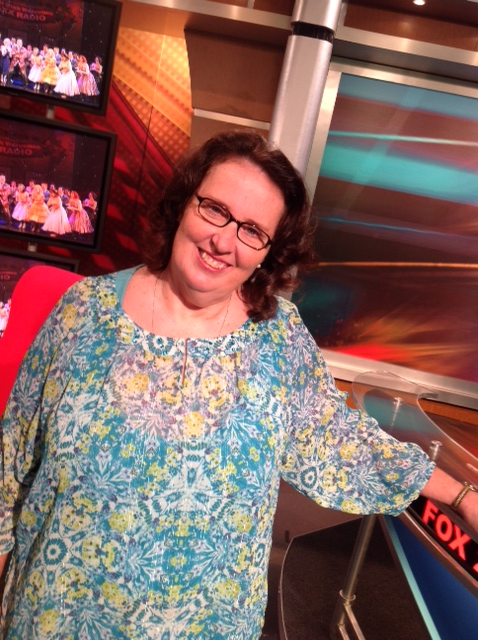
Phyllis Smith interpreta Phyllis Lapin
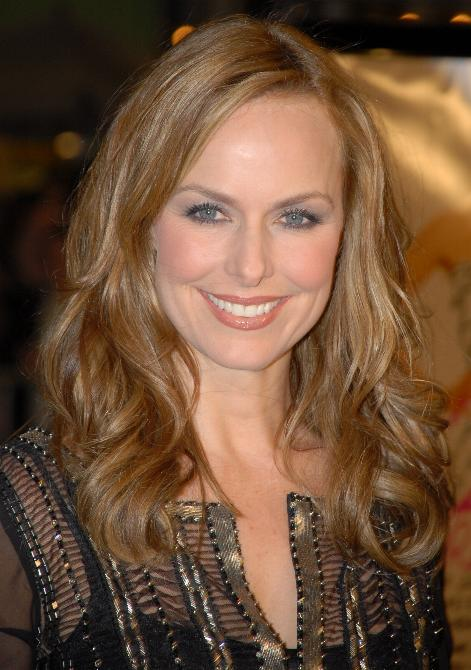
Melora Hardin interpreta Jan Levinson
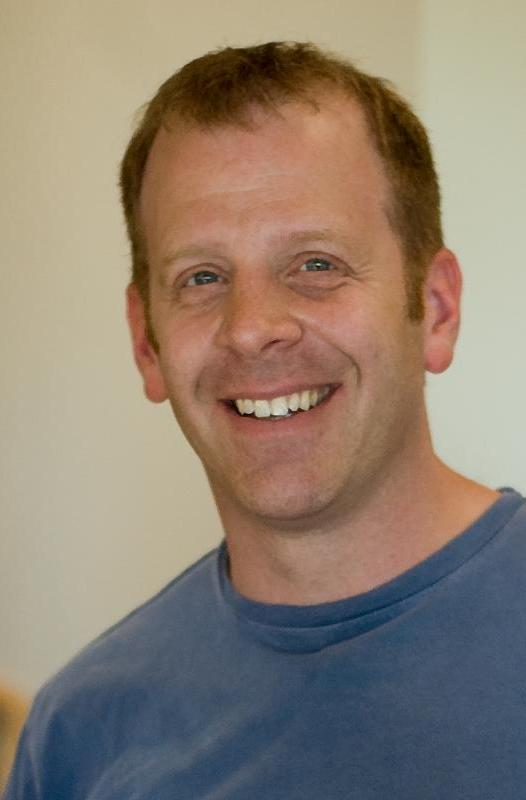
Paul Lieberstein interpreta Toby Flenderson
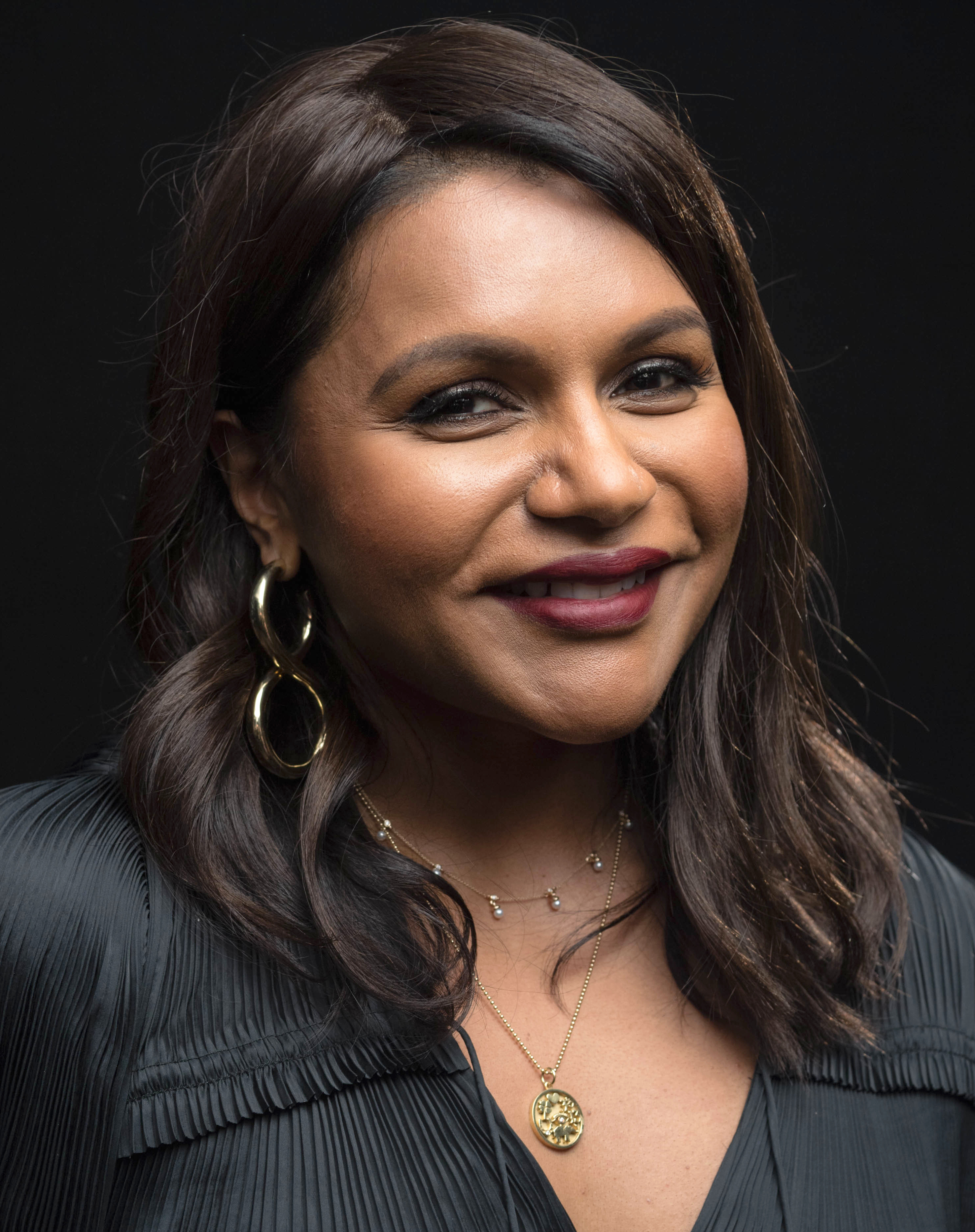
Mindy Kaling interpreta Kelly Kapoor
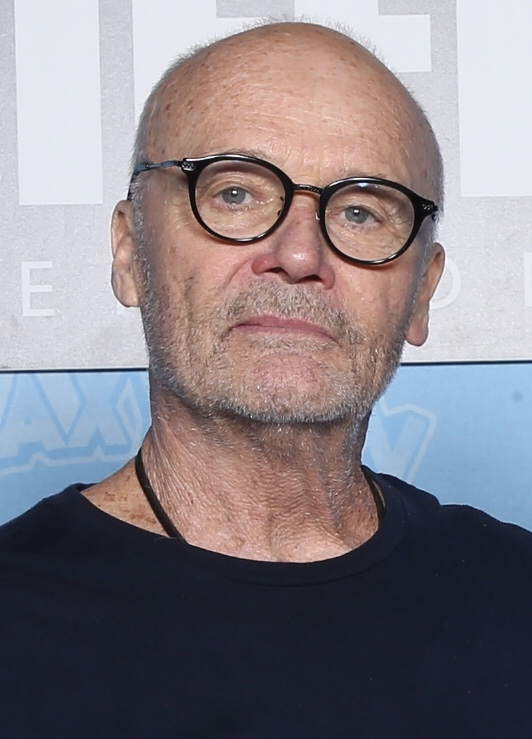
Creed Bratton interpreta Creed Bratton
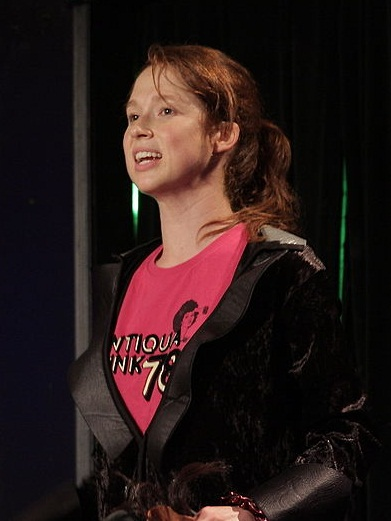
Ellie Kemper interpreta Kelly Erin Hannon
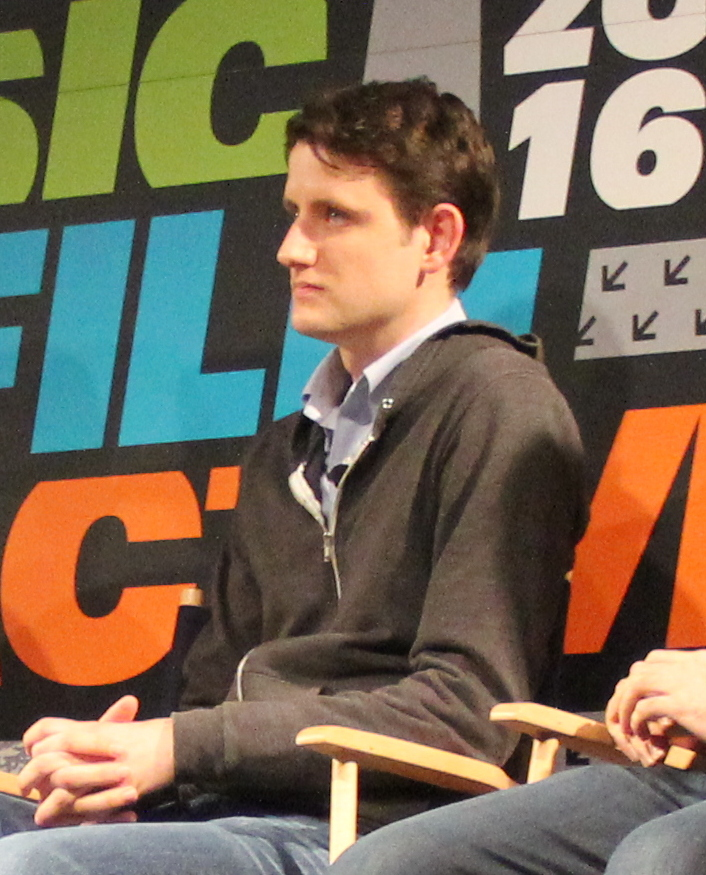
Zach Woods interpreta Gabe Lewis
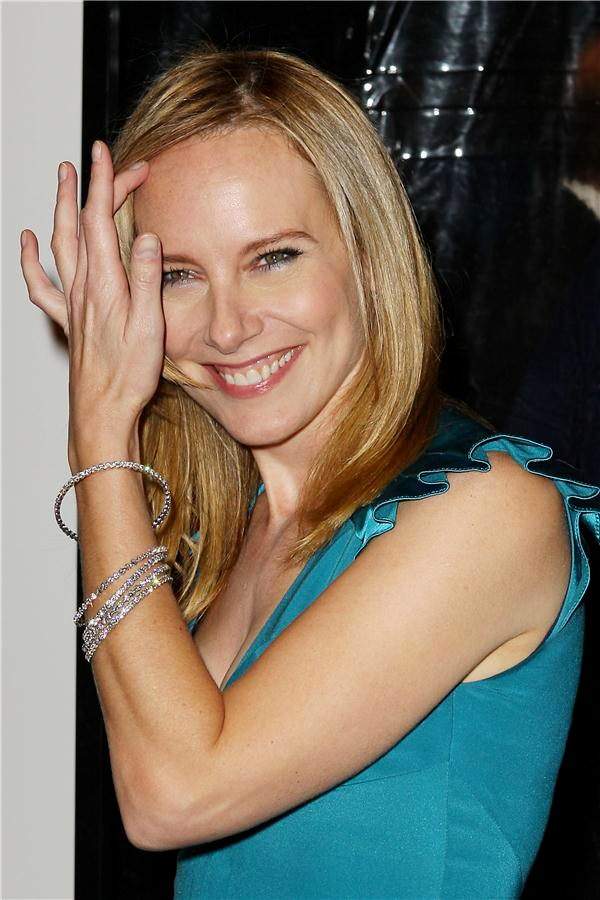
Amy Ryan interpreta Holly Flax
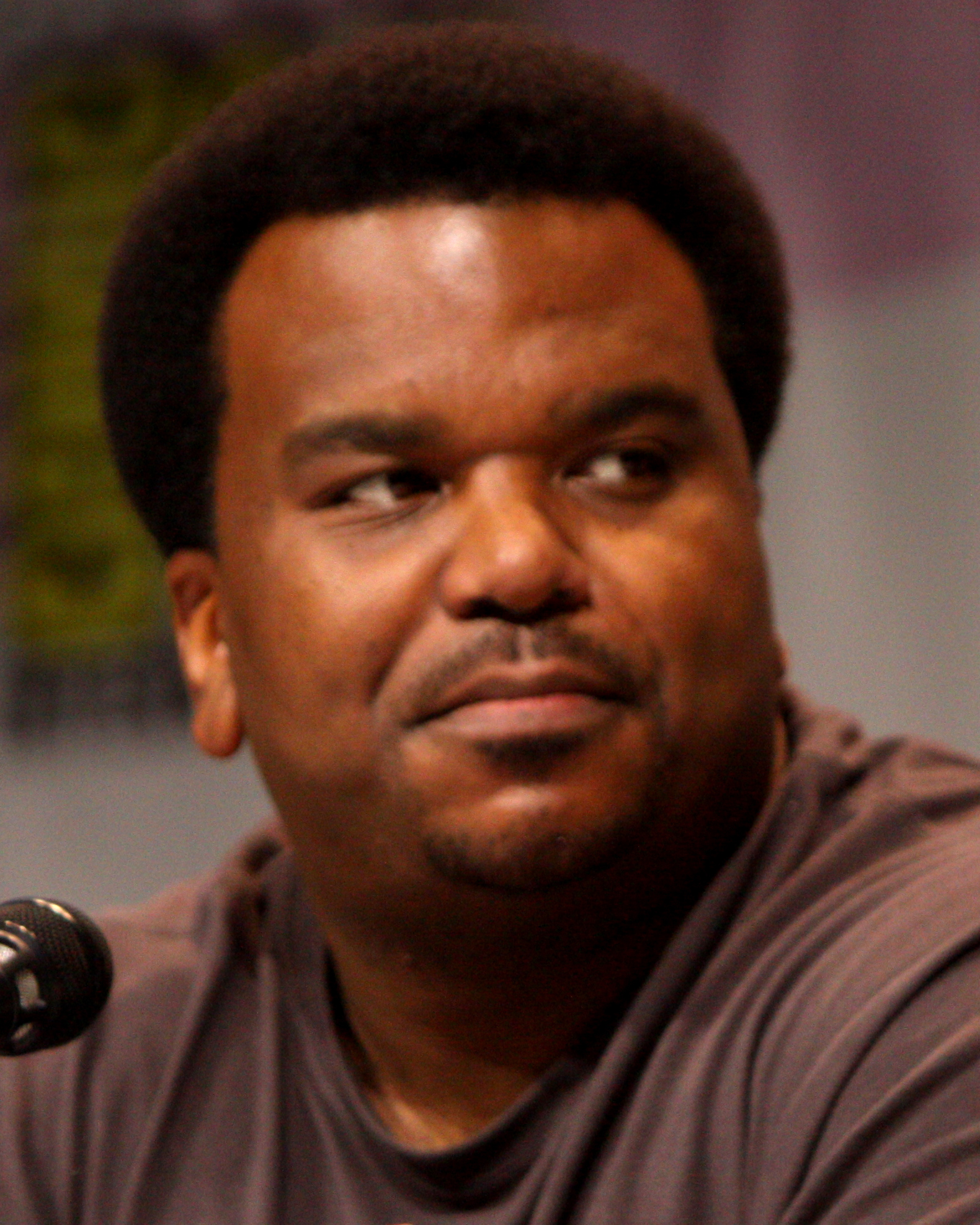
Craig Robinson interpreta Darryl Philbin
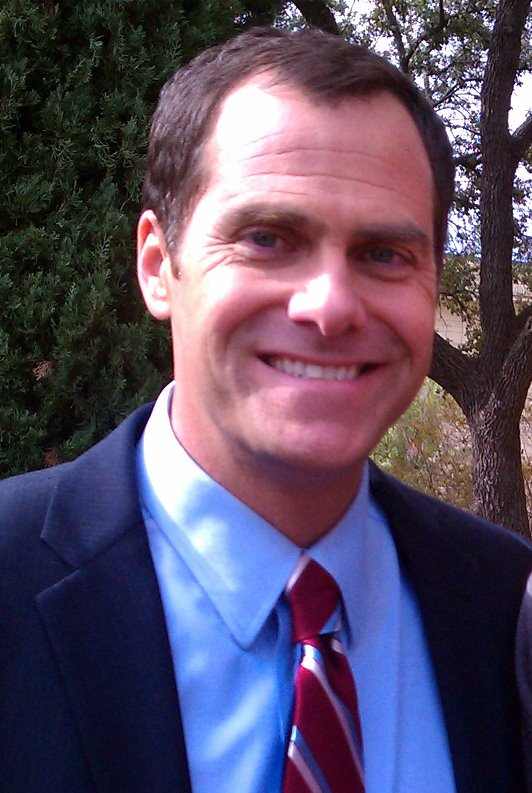
Andy Buckley interpreta David Wallace
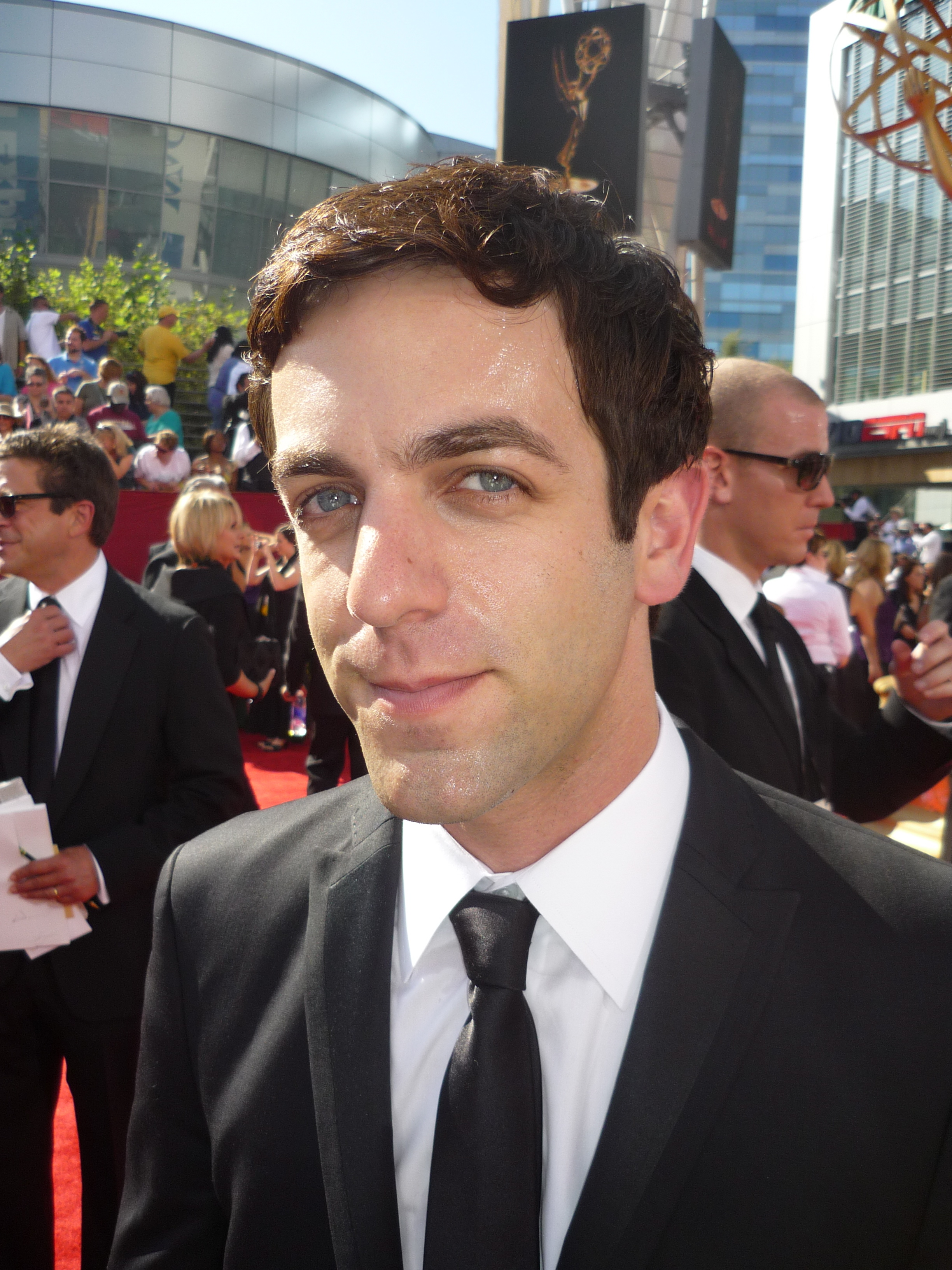
B.J. Novak interpreta Ryan Howard

### Guest-star
Molte sono state le guest-star che hanno partecipato. Tra le più note, si menzionano: Amy Adams, Ricky Gervais, Idris Elba, Randall Park, Jim Carrey, Will Arnett, Ray Romano, Evan Peters, Ken Howard, Rob Riggle, Bill Hader, Cloris Leachman e Bob Odenkirk.
Durante la serie sono anche comparsi i veri familiari di alcuni degli attori: Nancy Carell, la moglie di Steve Carell (stagione 2 e 3), e Lee Kirk, il marito di Jenna Fischer (stagione 9). Jack Black, pur non comparendo direttamente nella serie, è presente in un cameo nell'episodio 14 della stagione 5 in cui è il protagonista di alcuni spezzoni di film piratato che Jim, Pam e Andy guardano da un portatile nelle pause in ufficio; in tale film interpreta l'amante di una anziana signora che dovrebbe assistere.

## Produzione

### Sviluppo

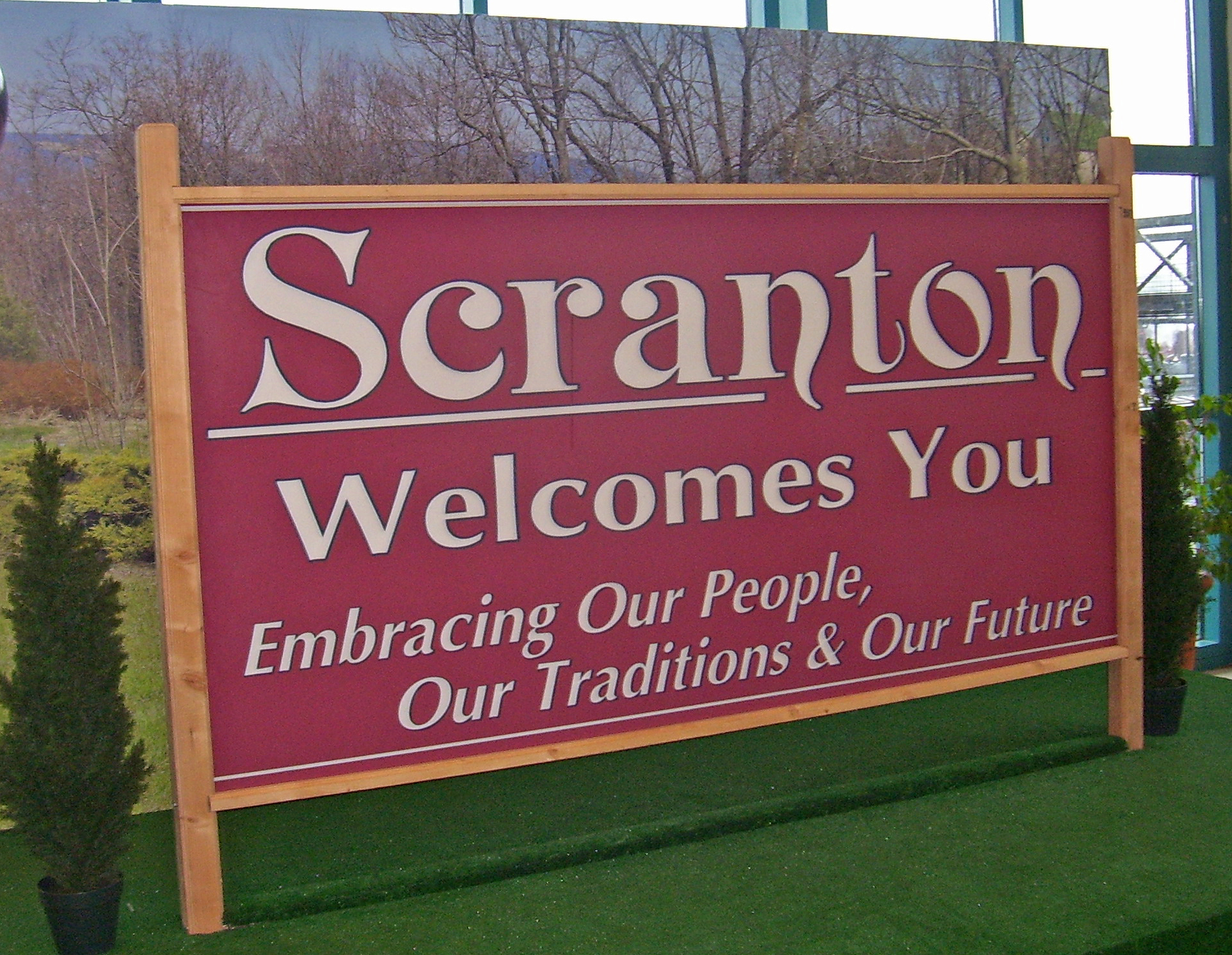
L'insegna di benvenuto di Scranton nei titoli d'apertura

Dopo che la serie originale inglese vinse due Golden Globe, una versione statunitense di The Office fu commissionata dalla NBC. Nonostante il titolo e le premesse rimangano le stesse della versione originale, quella americana ha un cast e una produzione differenti ed è ambientata a Scranton (Pennsylvania). Il comico e attore Ricky Gervais, co-creatore e protagonista di The Office inglese, alla domanda su quali differenze ci fossero tra la versione inglese e quella americana, scherzando disse prima della messa in onda che, probabilmente, quella americana avrebbe avuto attori con denti migliori. Per la prima stagione furono ordinati sei episodi e fu filmata in un reale ufficio.
Il produttore Greg Daniels inizialmente assunse quattro sceneggiatori per la serie: Michael Schur, B. J. Novak, Paul Lieberstein e Mindy Kaling (tutti presenti anche nella veste di attori); in più assunse due consulenti di produzione, Lester Lewis e Larry Wilmore. Ken Kwapis, diresse il primo episodio e in seguito ne ha prodotto e diretto diversi.
Con il rinnovo per una seconda stagione furono ingaggiati tre nuovi sceneggiatori: Jennifer Celotta, Gene Stupnitsky e Lee Eisenberg. Paul Feig ha diretto alcuni episodi. Le riprese si spostarono su un set che fu costruito per replicare l'ambientazione della prima stagione, comprese le placche ed i certificati appesi ai muri con i nomi dello staff della produzione.

### Casting
Quando il produttore Ben Silverman della Reveille arrivò alla NBC con l'idea della serie, il programmatore del network Kevin Reilly suggerì Paul Giamatti per il ruolo principale di Michael Scott, ma l'attore declinò l'offerta. Altri attori considerati per il ruolo furono Martin Short, Hank Azaria e Bob Odenkirk. Nel gennaio 2004, Variety riportò che Steve Carell era in trattative per il ruolo. Al tempo, Carell era già nel cast della sitcom Come to Papa, sempre della NBC ma poco dopo, la serie venne cancellata permettendogli di dedicarsi a The Office. Carell in seguito affermò di aver visto solo metà dell'episodio pilota della versione inglese prima di fare l'audizione per la parte; non continuò la visione perché aveva paura di farsi influenzare troppo dal modo recitativo di Ricky Gervais. Rainn Wilson (grande fan della serie originale) inizialmente fece il provino per la parte di Michael, ma la sua audizione, come da lui stesso riferito, fu una terribile macchietta di Ricky Gervais; comunque i direttori del casting apprezzarono la sua audizione per il personaggio di Dwight e fu ingaggiato.
John Krasinski e Jenna Fischer erano praticamente sconosciuti prima di ottenere i loro ruoli di Jim e Pam, i protagonisti della principale storia d'amore dello show. Krasinski insultò accidentalmente Greg Daniels mentre aspettava di essere provinato per il ruolo, dicendogli: «Spero che i produttori non rovinino questo progetto come fecero con altri adattamenti inglesi»; fu allora che Daniels gli comunicò di essere stato scelto come produttore della serie.
B.J. Novak dichiarò: «[Daniels] assunse persone che riteneva potessero dare il loro contributo personale ai ruoli» Brian Baumgartner all'inizio provò per il ruolo di Stanley, ma ottenne la parte di Kevin.
i quattro sceneggiatori sono presenti anche come attori: Michael Schur, B. J. Novak, Mindy Kaling, e Paul Lieberstein. Greg Daniels all'inizio non sapeva bene come usare Kaling, che è un'indiana americana, nella serie, finché arrivò il momento della sceneggiatura del secondo episodio dove Michael avrebbe dovuto denigrare una minoranza. «Da quella presa in giro, sono nello show», dichiarò la Kalling in un'intervista nel febbraio 2006.
Ed Helms e Chip Esten entrarono nel cast dalla terza stagione. Nel febbraio 2007, la NBC annunciò che Helms era stato promosso come membro regolare del cast.
Inizialmente gli attori che interpretano gli impiegati minori erano accreditati come guest star, finché non sono stati promossi a regolari durante la seconda stagione. Il grande cast corale della serie è stato principalmente elogiato dalla critica, portando The Office a vincere due Screen Actors Guild Award per la migliore interpretazione di un ensemble in una serie comedy. Secondo quanto riferito, Steve Carell è stato pagato 175.000 dollari per episodio a partire dalla terza stagione, mentre John Krasinski e Jenna Fischer furono pagati circa 20.000 dollari all'inizio della serie. A partire dalla quarta stagione, i due sono stati pagati circa 100.000 dollari per episodio.

### Riprese

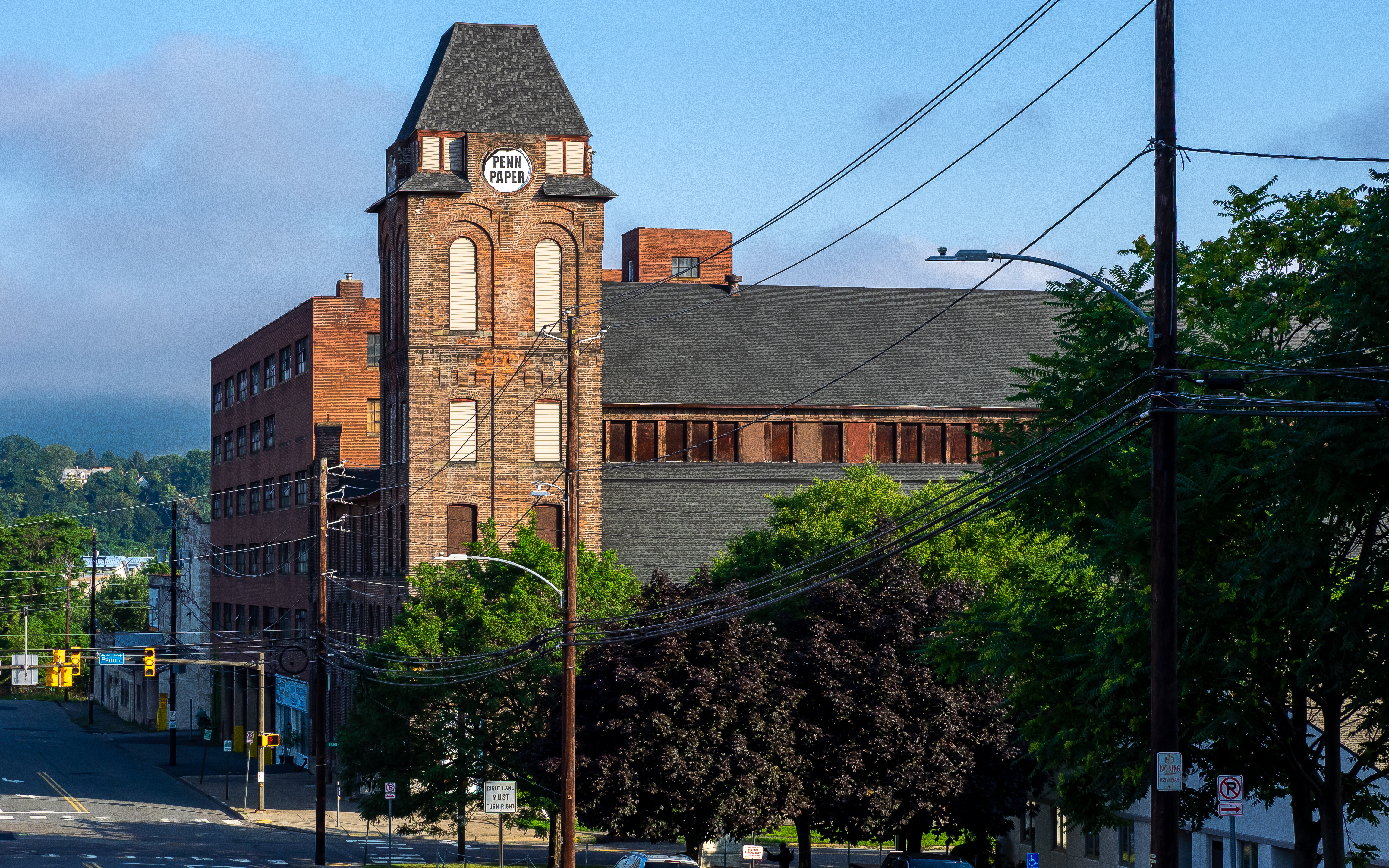
La torre della Pennsylvania Paper & Supply Company che appare nei titoli d'apertura

The Office è stata filmata con una configurazione a telecamera singola in stile cinema verità per creare l'aspetto di un vero documentario, senza pubblico in studio o risate, permettendo al suo umorismo "impassibile" e "assurdo" di emergere appieno. La premessa principale dello show è che una troupe televisiva sta filmando Dunder Mifflin e i suoi dipendenti, apparentemente 24 ore su 24. La presenza della telecamera è riconosciuta dai personaggi, in particolare Michael Scott, che partecipa con entusiasmo alle riprese. I personaggi, specialmente Jim e Pam, guardano anche verso la telecamera quando Michael crea una situazione imbarazzante. L'azione principale dello spettacolo è completata da interviste - come in una sorta di confessionale - in cui i personaggi parlano singolarmente con la troupe. L'attore John Krasinski ha girato il filmato di Scranton per i titoli di testa dopo aver scoperto di essere stato scelto per il ruolo di Jim. Ha visitato Scranton per la ricerca e ha intervistato i dipendenti di una vera società di carta.
Per avere la sensazione di un vero documentario, i produttori hanno assunto il direttore della fotografia Randall Einhorn, noto per aver diretto episodi di Survivor, che ha permesso allo show di avere la sensazione di "ruvido e nervoso" come un vero documentario. Secondo il produttore Michael Schur, i produttori della serie avrebbero seguito rigorosamente il formato del documentario. I produttori avrebbero discusso a lungo sulla possibilità che una scena potesse funzionare in formato documentario; ad esempio, nell'episodio della quarta stagione Did I Stutter?, una scena vedeva Michael che attraversava un lungo processo per andare in bagno e non passare da Stanley. I produttori hanno discusso se fosse possibile ed Einhorn ha attraversato l'intera scena per vedere se un operatore di camera poteva arrivare in tutti i luoghi in tempo per girare l'intera scena.
Nonostante la natura rigorosa nei primi anni della serie, le stagioni successive sembrano aver allentato le regole sul formato, con la troupe che spesso si recava in luoghi che le troupe dei documentari reali non avrebbero fatto, il che ha anche cambiato la scrittura e lo stile comico della serie. Questa incoerenza ha riscosso giudizi negativi da parte di critici e fan.

### Improvvisazione
Al contrario di altri mockumentary, un copione completo viene scritto per ogni episodio di The Office. Nonostante questo, gli attori hanno l'opportunità di improvvisare durante le riprese.
B.J. Novak spiega, «Scriviamo sceneggiature che sembrino molto naturali, perché stiamo scrivendo un falso documentario, ma gli attori sono davvero dotati [...] Steve [Carell] e Rainn [Wilson] improvvisano davvero molto, e, di solito, durante le ultime riprese, si improvvisa totalmente... Probabilmente il 20% del montato è parzialmente improvvisato... e poi il 10% è lo show completo.» Jenna Fischer concorda. «I nostri episodi sono scritti al 100%. Mettono tutto su carta. Le nostre esitazioni, qualunque cosa. È il lavoro dell'attore farlo sembrare fresco e naturale, ma ci piace anche scherzarci sopra. Steve e Rainn sono ottimi improvvisatori.»

### Sigla d'apertura
Quando si è trattato di scegliere la sigla per The Office, il produttore Greg Daniels stava pensando a diverse tracce: canzoni esistenti tra cui Better Things dei Kinks, Float On dei Modest Mouse e Mr. Blue Sky della Electric Light Orchestra, e diversi artisti di brani originali hanno contribuito ai produttori tramite un'audizione. Daniels ha deciso che il cast avrebbe votato su quale canzone usare e ha dato loro quattro scelte. La maggior parte voleva Mr. Blue Sky, ma questa opzione si è rivelata non valida poiché era già stata utilizzata nella serie drammatica LAX. Quindi, la scelta finale è stata una traccia originale scritta da Jay Ferguson ed eseguita da The Scrantones.
Il tema è riprodotto sulla sequenza del titolo, che includono scorci di Scranton e scene quotidiane del cast insieme ad immagini di Steve Carell, Rainn Wilson, John Krasinski, Jenna Fischer e B.J. Novak (e Ed Helms a partire dalla sesta stagione). Alcuni episodi della serie utilizzano una versione ridotta della sigla. A partire dalla quarta stagione, la sigla viene riprodotta sui titoli di coda, che in precedenza venivano eseguiti in silenzio. Gli esterni degli edifici nella sequenza del titolo sono edifici reali di Scranton, Pennsylvania, e sono stati girati dal membro del cast John Krasinski. Ferguson ha descritto il suo tema come "contro il tipo; ha questa vulnerabilità, questo desiderio che presto esplode in un ottimismo esagerato che poi viene schiacciato - che è più o meno ciò di cui parla lo show".
La serie, essendo un falso documentario, non presenta risate registrate e la maggior parte della musica è diegetica, con canzoni cantate o suonate dai personaggi o ascoltate su radio, computer o altri dispositivi; tuttavia, le canzoni sono state riprodotte durante i montaggi o i titoli di coda, come Tiny Dancer di Elton John e Islands in the Stream di Kenny Rogers e Dolly Parton. La musica in primo piano tende ad essere ben nota e spesso le canzoni riflettono il personaggio, come il tentativo di Michael di sembrare alla moda usando Mambo No. 5 e successivamente My Humps come suoneria del cellulare.

## Distribuzione
Oltre che negli Stati Uniti, The Office è in onda in Canada, Irlanda (dove è conosciuto come US Office), il Regno Unito (dove è conosciuto come The Office: An American Workplace), Germania, Brasile, America Latina, Australia, Norvegia, Sudafrica, Italia e in Arabia Saudita. In Australia la serie è stata un enorme flop.
In Italia, dopo la prima stagione trasmessa in prima serata su Fox, è stata spostata a mezzanotte senza promozione e interrotta nel mezzo della terza stagione, dopo aver cambiato anche rete (Sky Uno). Ha poi trovato una certa visibilità con la riproposizione sul canale digitale terrestre a pagamento Joi a partire dal 2012 che l'ha proposta fino alla quarta stagione. La serie è stata poi resa disponibile nel 2018 sul servizio streaming Prime Video, che ha pubblicato il doppiaggio italiano fino all'ottava stagione. La nona è stata disponibile fino al luglio 2020 solo in lingua originale e altri doppiaggi esteri. Nel 2021 approdano su Netflix tutte e nove le stagioni doppiate.

## Accoglienza

### Responso del pubblico
Prima che lo show andasse in onda, Gervais si rese conto che c'era aria di esitazione tra alcuni spettatori. «Penso che gli spettatori siano sempre perplessi quando si tratta di un remake, è la tradizione», dichiarò in un'intervista del marzo 2005, «Ma questo remake è per i 249 milioni di americani che non hanno mai visto la versione inglese. Non ci sarà alcuna famiglia del Texas che dirà "Oddio, non un'altra versione. Non posso crederci"».
B.J. Novak affermò un anno dopo il debutto del telefilm: «C'è stato questo periodo davvero difficile all'inizio, dove non solo gli spettatori non erano interessati a noi, eccetto il tipo di spettatori che avremmo dovuto avere ci odiano ancora di più perché abbiamo rifatto l'Office inglese».

### Reazione della critica
(Travis Fickett di IGN nel 2007)
Prima del suo debutto il New York Daily News lo definì «così diluito che c'era rimasto poco più che acqua" e USA Today lo definì una «passabile imitazione della versione originale della BBC lontana anni luce.» Il Guardian Unlimited rimarcò la sua mancanza di originalità sostenendo che Carell «sembra solo ci stia provando con molto impegno [...] Forse negli episodi successivi quando la sceneggiatura si distaccherà da quella di Gervais e Merchant, riuscirà a rendere suo il personaggio. Ma per ora sembra solo una pallida imitazione.»

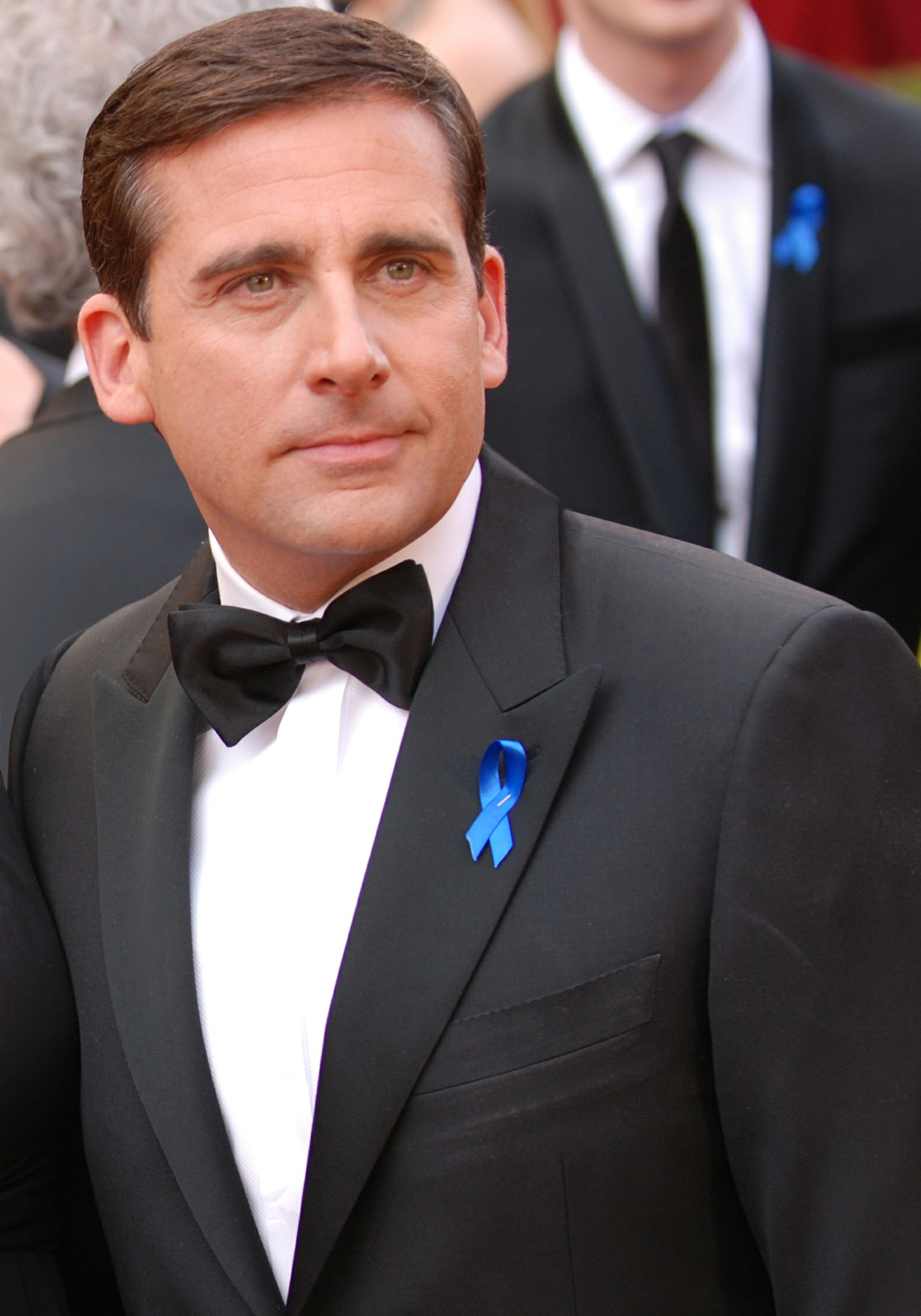
L'interpretazione di Steve Carell, nel ruolo di Michael Scott, è stata lodata dalla critica

Le recensioni diventarono positive nel corso della seconda stagione. A dicembre del 2005 il Times scrisse «Il produttore Greg Daniels non ha creato una copia, ma un'interpretazione che mette in evidenza l'ambiente di lavoro americano [...] con un tono più satirico che mordace... Il nuovo capo è diverso dal vecchio e mi va benissimo!» Entertainment Weekly riprese queste opinioni una settimana dopo dichiarando «Grazie ad un Steve Carell senza paura, ad un cast di supporto straordinario e una sceneggiatura che dissacra alla perfezione l'ambiente di lavoro americano, questo sottovalutato remake riesce nell'impossibile: rendere onore al lavoro di Ricky Gervais mantenendone lo spirito.»
Mesi dopo, The Onion A.V. Club espresse il suo punto di vista sull'evolversi dello show: «Dopo un duro inizio, The Office è migliorato esponenzialmente diventando uno degli show più divertenti della TV. L'impiego di Steve Carell nel ruolo di Michael Scott si è rivelato un colpaccio. La versione statunitense è una di quelle rare anomalie: prende il meglio dello spirito originale della serie aggiungendo qualcosa di suo rafforzandone l'identità.»
James Poniewozik del Time lo nominò uno dei 10 show più attesi del 2007 mettendolo al sesto posto.
Si tratta di una delle poche serie di cui tutte le stagioni sono state accolte positivamente. Le prime cinque stagioni sono state ben accolte e ancor'oggi ritenute ottime da critica e pubblico, la sesta, la settima e la nona meno, ma comunque sempre positivamente, mentre l'ottava stagione è generalmente disprezzata sia dal pubblico che dalla critica. Su Rotten Tomatoes la prima stagione ha un gradimento del 69%, la seconda, la terza e la quinta stagione hanno una percentuale di gradimento del 100%, la quarta e la settima dell'83%, la nona del 79%, la sesta del 73% e l'ottava del 44%.

## Riconoscimenti
La serie ha ottenuto un totale di 42 candidature ai Premi Emmy, aggiudicandosi 5 vittorie. Alcuni membri del cast e della troupe hanno espresso il loro disappunto per il fatto che Steve Carell non abbia ricevuto un Emmy per la sua interpretazione. Carell ha vinto un Golden Globe come miglior attore in una serie commedia o musicale nel 2006, e la serie ha altresì ricevuto 13 candidature ai Screen Actors Guild Award, trionfando per ben 2 volte.
- 2006 - Golden Globe
  - Miglior attore in una serie commedia o musicale a Steve Carell
- 2006 - Premio Emmy
  - Miglior serie commedia
  - Candidatura per il miglior attore in una serie commedia a Steve Carell
  - Candidatura per la miglior sceneggiatura per una serie commedia a Michael Schur per l'episodio Spirito natalizio
  - Candidatura per il miglior montaggio video per una serie commedia a camera singola a Dean Holland per l'episodio Crociera alcolica
  - Candidatura per il miglior montaggio video per una serie commedia a camera singola a David Rogers per l'episodio Spirito natalizio
- 2007 - Golden Globe
  - Candidatura per la miglior serie commedia o musicale
  - Candidatura per il miglior attore in una serie commedia o musicale a Steve Carell
- 2007 - Screen Actors Guild Award
  - Miglior cast in una serie commedia a Leslie David Baker, Brian Baumgartner, Steve Carell, David Denman, Jenna Fischer, Kate Flannery, Melora Hardin, Mindy Kaling, Angela Kinsey, John Krasinski, Paul Lieberstein, B. J. Novak, Oscar Nuñez, Phyllis Smith e Rainn Wilson
  - Candidatura al miglior attore in una serie commedia a Steve Carell
- 2007 - Premio Emmy
  - Miglior sceneggiatura per una serie comica o commedia a Greg Daniels per l'episodio Caccia ai gay
  - Miglior montaggio video per una serie commedia a camera singola a Dean Holland e David Rogers per l'episodio Il colloquio
  - Candidatura per la miglior serie commedia
  - Candidatura al miglior attore in una serie comica o commedia a Steve Carell
  - Candidatura alla miglior attrice non protagonista in una serie comica o commedia a Jenna Fischer
  - Candidatura al miglior attore non protagonista in una serie comica o commedia a Rainn Wilson
  - Candidatura alla miglior regia per una serie comica o commedia a Ken Kwapis per l'episodio Caccia ai gay
  - Candidatura alla miglior sceneggiatura per una serie comica o commedia a Michael Schur per l'episodio La trattativa
  - Candidatura al miglior missaggio audio per una serie drammatica o commedia (di mezz'ora) o d'animazione a Benjamin Patrick, John W. Cook II e Peter Nusbaum
- 2008 - Golden Globe
  - Candidatura per il miglior attore in una serie commedia o musicale a Steve Carell
- 2008 - Screen Actors Guild Award
  - Miglior cast in una serie commedia a Leslie David Baker, Brian Baumgartner, Creed Bratton, Steve Carell, David Denman, Jenna Fischer, Kate Flannery, Melora Hardin, Mindy Kaling, Angela Kinsey, John Krasinski, Paul Lieberstein, B.J. Novak, Oscar Nuñez, Phyllis Smith e Rainn Wilson
  - Candidatura al miglior attore in una serie commedia a Steve Carell
- 2008 - Premi Emmy
  - Candidatura per la miglior serie commedia
  - Candidatura al miglior attore in una serie comica o commedia a Steve Carell
  - Candidatura al miglior attore non protagonista in una serie comica o commedia a Rainn Wilson
  - Candidatura alla miglior regia per una serie comica o commedia a Paul Feig per l'episodio Addio Toby
  - Candidatura alla miglior regia per una serie comica o commedia a Paul Lieberstein per l'episodio Soldi, soldi, soldi...
  - Candidatura al miglior montaggio video per una serie commedia a camera singola o multipla a Dean Holland e David Rogers per l'episodio Addio Toby
  - Candidatura alla miglior sceneggiatura per una serie comica o commedia a Lee Eisenberg e Gene Stupnitsky per l'episodio Dinner Party
  - Candidatura al miglior missaggio audio per una serie drammatica o commedia (di mezz'ora) o d'animazione a Benjamin Patrick, John W. Cook II e Peter Nusbaum
- 2009 - Golden Globe
  - Candidatura per la miglior serie commedia o musicale
  - Candidatura per il miglior attore in una serie commedia o musicale a Steve Carell
- 2009 - Screen Actors Guild Award
  - Candidatura al miglior cast in una serie commedia a Leslie David Baker, Brian Baumgartner, Creed Bratton, Steve Carell, Jenna Fischer, Kate Flannery, Melora Hardin, Ed Helms, Mindy Kaling, Angela Kinsey, John Krasinski, Paul Lieberstein, B.J. Novak, Oscar Nuñez, Phyllis Smith e Rainn Wilson
  - Candidatura al miglior attore in una serie commedia a Steve Carell
- 2009 - Premi Emmy
  - Miglior regia per una serie commedia a Jeffrey Blitz per l'episodio Stress Relief
  - Candidatura per la miglior serie commedia
  - Candidatura al miglior attore in una serie comica o commedia a Steve Carell
  - Candidatura al miglior attore non protagonista in una serie comica o commedia a Rainn Wilson
  - Candidatura al miglior missaggio audio per una serie drammatica o commedia (di mezz'ora) o d'animazione a Benjamin Patrick, John W. Cook II e Peter Nusbaum
  - Candidatura al miglior montaggio video per una serie commedia a camera singola o multipla a Stuart Bass per l'episodio Two weeks
  - Candidatura al miglior montaggio video per una serie commedia a camera singola o multipla a Dean Holland e David Rogers per l'episodio Stress Relief
  - Candidatura al miglior montaggio video per una serie commedia a camera singola o multipla a Claire Scanlon per l'episodio Dream Team
  - Candidatura al miglior casting per una serie commedia a Allison Jones
- 2010 - Golden Globe
  - Candidatura per la miglior serie commedia o musicale
  - Candidatura per il miglior attore in una serie commedia o musicale a Steve Carell
- 2010 - Screen Actors Guild Award
  - Candidatura al miglior cast in una serie commedia a Leslie David Baker, Brian Baumgartner, Creed Bratton, Steve Carell, Jenna Fischer, Kate Flannery, Ed Helms, Mindy Kaling, Ellie Kemper, Angela Kinsey, John Krasinski, Paul Lieberstein, B.J. Novak, Oscar Nuñez, Craig Robinson, Phyllis Smith e Rainn Wilson
  - Candidatura al miglior attore in una serie commedia a Steve Carell
- 2010 - Premi Emmy
  - Candidatura per la miglior serie commedia
  - Candidatura al miglior attore in una serie comica o commedia a Steve Carell
  - Candidatura alla miglior sceneggiatura per una serie comica o commedia a Greg Daniels e Mindy Kaling per l'episodio Niagara
  - Candidatura al miglior missaggio audio per una serie drammatica o commedia (di mezz'ora) o d'animazione a Benjamin Patrick, John W. Cook II e Peter Nusbaum
- 2011 - Golden Globe
  - Candidatura per il miglior attore in una serie commedia o musicale a Steve Carell
- 2011 - Screen Actors Guild Award
  - Candidatura al miglior cast in una serie commedia a Leslie David Baker, Brian Baumgartner, Creed Bratton, Steve Carell, Jenna Fischer, Kate Flannery, Ed Helms, Mindy Kaling, Ellie Kemper, Angela Kinsey, John Krasinski, Paul Lieberstein, B.J. Novak, Oscar Nuñez, Craig Robinson, Phyllis Smith, Rainn Wilson e Zach Woods
  - Candidatura al miglior attore in una serie commedia a Steve Carell
- 2011 - Premi Emmy
  - Candidatura per la miglior serie commedia
  - Candidatura al miglior attore in una serie comica o commedia a Steve Carell
  - Candidatura alla miglior sceneggiatura per una serie comica o commedia a Greg Daniels per l'episodio Goodbye, Michael
  - Candidatura al miglior missaggio audio per una serie drammatica o commedia (di mezz'ora) o d'animazione a Benjamin Patrick, John W. Cook II e Peter Nusbaum
- 2012 - Screen Actors Guild Award
  - Candidatura al miglior cast in una serie commedia a Leslie David Baker, Brian Baumgartner, Creed Bratton, Steve Carell, Jenna Fischer, Kate Flannery, Ed Helms, Mindy Kaling, Ellie Kemper, Angela Kinsey, John Krasinski, Paul Lieberstein, B.J. Novak, Oscar Nuñez, Craig Robinson, Phyllis Smith, James Spader, Rainn Wilson e Zach Woods
  - Candidatura al miglior attore in una serie commedia a Steve Carell
- 2013 - Screen Actors Guild Award
  - Candidatura al miglior cast in una serie commedia a Leslie David Baker, Brian Baumgartner, Creed Bratton, Clark Duke, Jenna Fischer, Kate Flannery, Ed Helms, Mindy Kaling, Ellie Kemper, Angela Kinsey, John Krasinski, Jake Lacy, Paul Lieberstein, B.J. Novak, Oscar Nuñez, Craig Robinson, Phyllis Smith, Catherine Tate e Rainn Wilson
- 2013 - Premi Emmy
  - Miglior montaggio video per una serie commedia a camera singola a David Rogers e Claire Scanlon per l'episodio Finale
  - Candidatura alla miglior sceneggiatura per una serie comica o commedia a Greg Daniels per l'episodio Finale
  - Candidatura al miglior missaggio audio per una serie drammatica o commedia (di mezz'ora) o d'animazione a Benjamin Patrick, John W. Cook II e Robert Carr

## Impatto culturale
La città di Scranton, nota a lungo principalmente per il suo passato industriale come centro minerario e ferroviario, ha acquistato grande popolarità grazie alla serie. A tal proposito, l'amministrazione cittadina nel 2009 dichiarò: «Siamo davvero alla moda ora». Il logo Dunder Mifflin fu posto su uno striscione di un lampione davanti al municipio di Scranton, così come sul ponte pedonale che porta al centro commerciale a Steamtown. Un altro striscione era previsto anche sulla Pennsylvania Paper & Supply Company, la cui torre è mostrata nei titoli di testa. I giornali di altre città del nordest hanno pubblicato guide di viaggio alle località di Scranton per i turisti interessati a visitare i luoghi menzionati nella serie. Scranton si è identificata con The Office anche al di fuori degli Stati Uniti. Nel 2008, in un discorso per la festa di San Patrizio nel suo sobborgo di Dickson City, l'ex Taoiseach (il capo del governo irlandese) Bertie Ahern ha identificato la città come la casa della Dunder Mifflin.

## Merchandising
Il successo di The Office ha portato alla nascita di numerosi prodotti correlati ad esso. I personaggi sono apparsi nel materiale promozionale per la NBC e un videogioco con licenza, The Office, è uscito nel 2007. Nel 2008 sono stati introdotti due giochi tramite Pressman Toy Corp: The Office Trivia Board Game e The Office DVD Board Game. Nel 2009 è stato commercializzato il Cluedo di The Office mentre nel 2010 il Monopoly basato sulla serie. Sono stati resi disponibili anche numerosi altri prodotti, come magliette, una bambola bobblehead di Dwight Schrute e oggetti più specifici per l'ufficio come la carta della Dunder Mifflin e le parodie della serie di poster motivazionali Successories con il cast. La Dunder Mifflin aveva due siti web, mentre i membri del cast gestivano i blog sia come se stessi che come personaggi.

## Altri media

### Office Ladies

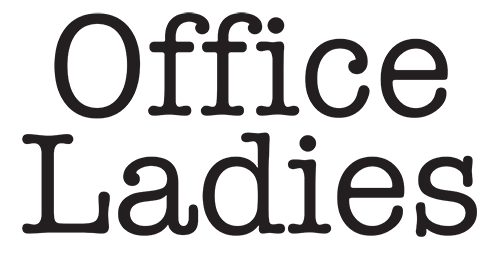
Logo di Office Ladies

L'11 settembre 2019 Jenna Fischer e Angela Kinsey hanno annunciato un loro podcast chiamato Office Ladies, che è stato presentato in anteprima il 16 ottobre 2019 su Earwolf. Il podcast presenta Jenna e Angela che guardano gli episodi di The Office mentre offrono dettagli dietro le quinte e rispondono alle domande dei fan. La sigla del podcast, Rubber Tree, è eseguita da Creed Bratton.

### Reboot
Nel settembre 2019, con l'annuncio del servizio di streaming Peacock, Bonnie Hammer, presidente di Direct-to-Consumer e Digital Enterprises presso NBCUniversal, ha dichiarato che è «la sua speranza e il suo obiettivo è quella di fare un reboot di The Office». Nel marzo 2020 lo showrunner Greg Daniels ha espresso tuttavia dei dubbi sul fatto che un reboot fosse possibile, e più tardi quell'anno, l'ex presidente della NBC per i contenuti originali, Bill McGoldrick, ha dichiarato che «un reboot non è stato previsto specificamente per Peacock».

### Spin-off
Uno spin-off con Rainn Wilson nei panni di Dwight Schrute che gestisce un bed-and-breakfast e una fattoria di barbabietole, intitolato The Farm, è stato proposto all'inizio del 2012. Nell'ottobre dello stesso anno, tuttavia, la NBC ha deciso di non andare avanti con la serie. Dello spin-off è stato prodotto un episodio pilota, e sebbene lo spettacolo non sia stato ripreso, è stato modificato e mandato in onda durante la nona stagione.
Nel 2020 l'attore Leslie David Baker fa partire una campagna di raccolta fondi Kickstarter con il fine di raccogliere il budget necessario per realizzare una web-serie spin-off di The Office, intitolato Uncle Stan, con protagonista il personaggio da lui interpretato Stanley Hudson, ormai in pensione.